# Gougenheim
Pour les articles homonymes, voir Gougenheim (homonymie).
Gougenheim (prononcé [ɡuɡənaim]  ; alsacien : Goene) est une commune française située dans la circonscription administrative du Bas-Rhin et, depuis le 1er janvier 2021, dans le territoire de la Collectivité européenne d'Alsace, en région Grand Est.
Cette commune se trouve dans le Kochersberg, dans la région historique et culturelle d'Alsace.

## Géographie

### Localisation
La commune est située au nord-ouest de la région agricole du Kochersberg, à 25 km au nord-ouest de Strasbourg.
Elle est située à flanc du Galgenberg (en français « mont des potences », colline située à l’est du village).

Elle est bordée à l'ouest par le Rohrbach, affluent de la Zorn.

### Communes limitrophes
| Duntzenheim |            | Wingersheim les Quatre Bans (Gingsheim) |
| Rohr        | Gougenheim | Gimbrett                                |
|             | Durningen  | Kienheim                                |

### Géologie et relief
La superficie de la commune est de 6,58 km2 ; son altitude varie de 172  à   287 mètres.
La commune est située au sein des collines sous-vosgiennes de l'Arrière-Kochersberg, à l'ouest de l'éperon de Wasselonne. Le point culminant de la commune est le sommet de la colline du Galgenberg située à l'est du village.
Les terres de la commune sont principalement constituées de lehm-loess et de marne.
« Carte géologique BRGM de Gougenheim » sur Géoportail.

### Hydrographie
La commune est dans le bassin versant du Rhin au sein du bassin Rhin-Meuse. Elle est drainée par le ruisseau le Rohrbach, le ruisseau le Dorfgraben, le ruisseau le Gingsheimerbaechel, le ruisseau le Luetzelbach et le ruisseau l'Ostergraben,.

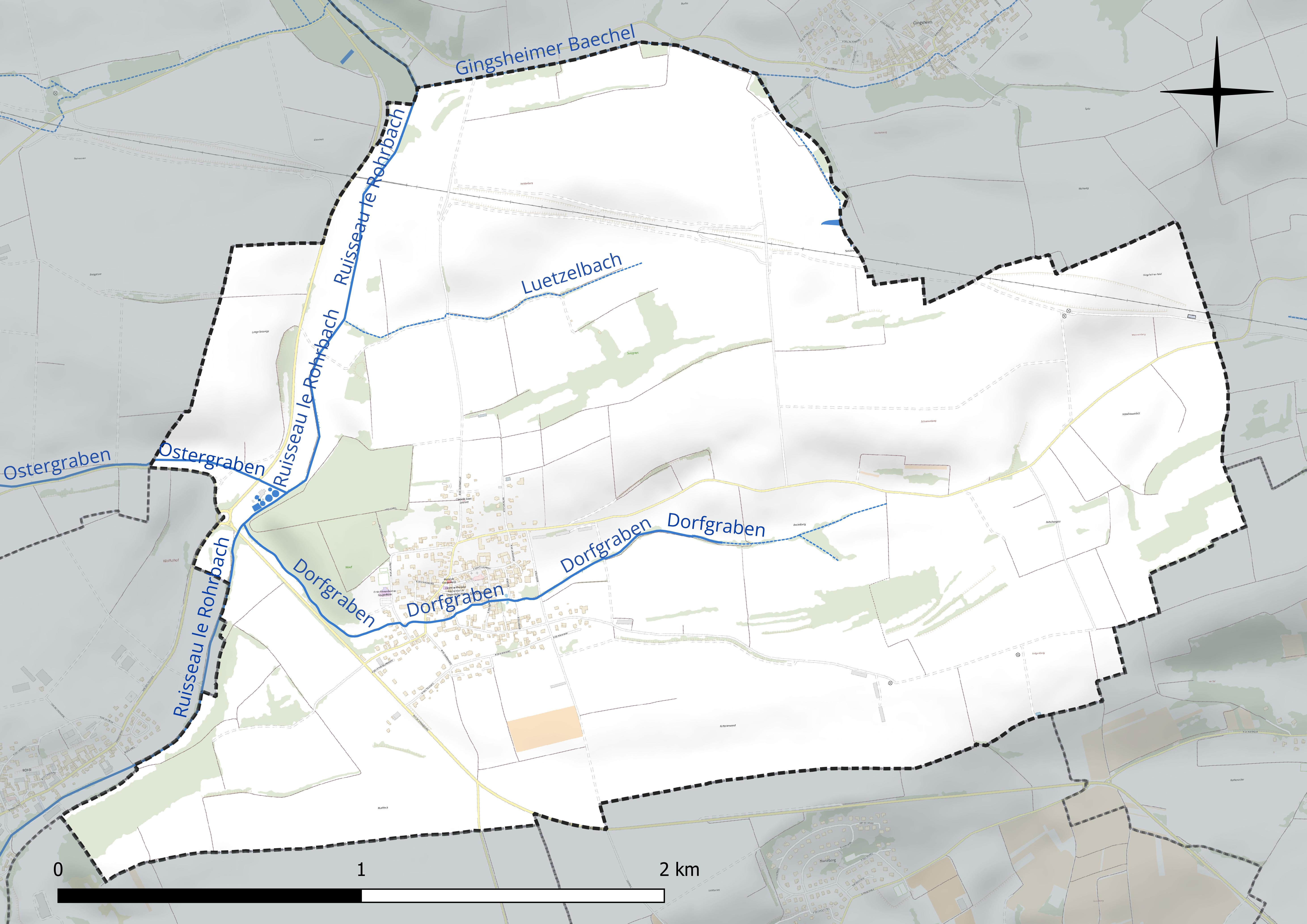
Réseau hydrographique de Gougenheim.

Le Rohrbach, d'une longueur de 18 km, prend sa source dans la commune de Wolschheim et se jette  dans la canal de la Marne au Rhin à Hochfelden, après avoir traversé douze communes. 

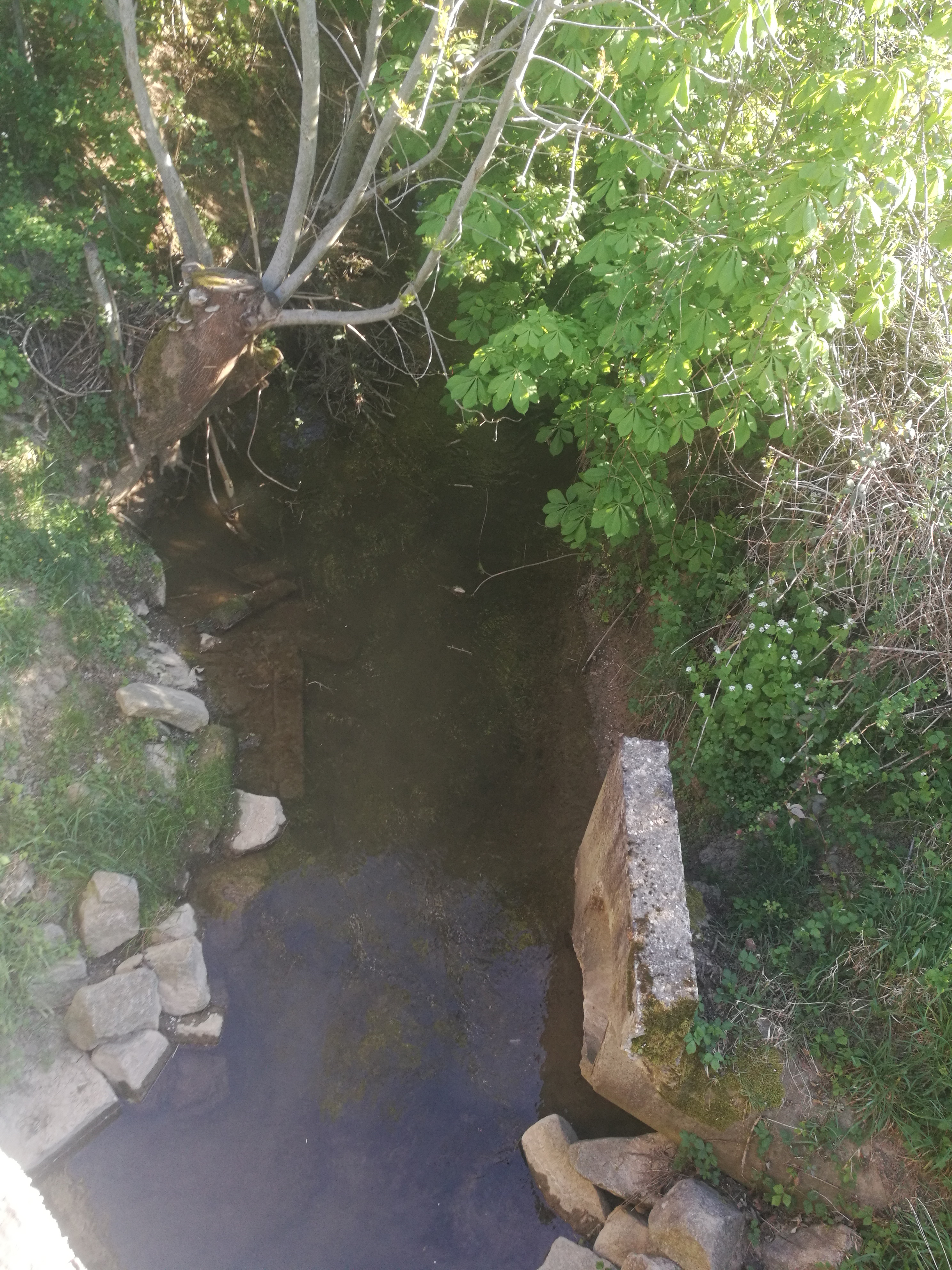
Ruisseau du Rohrbach au niveau de confluence avec le Dorfgraben
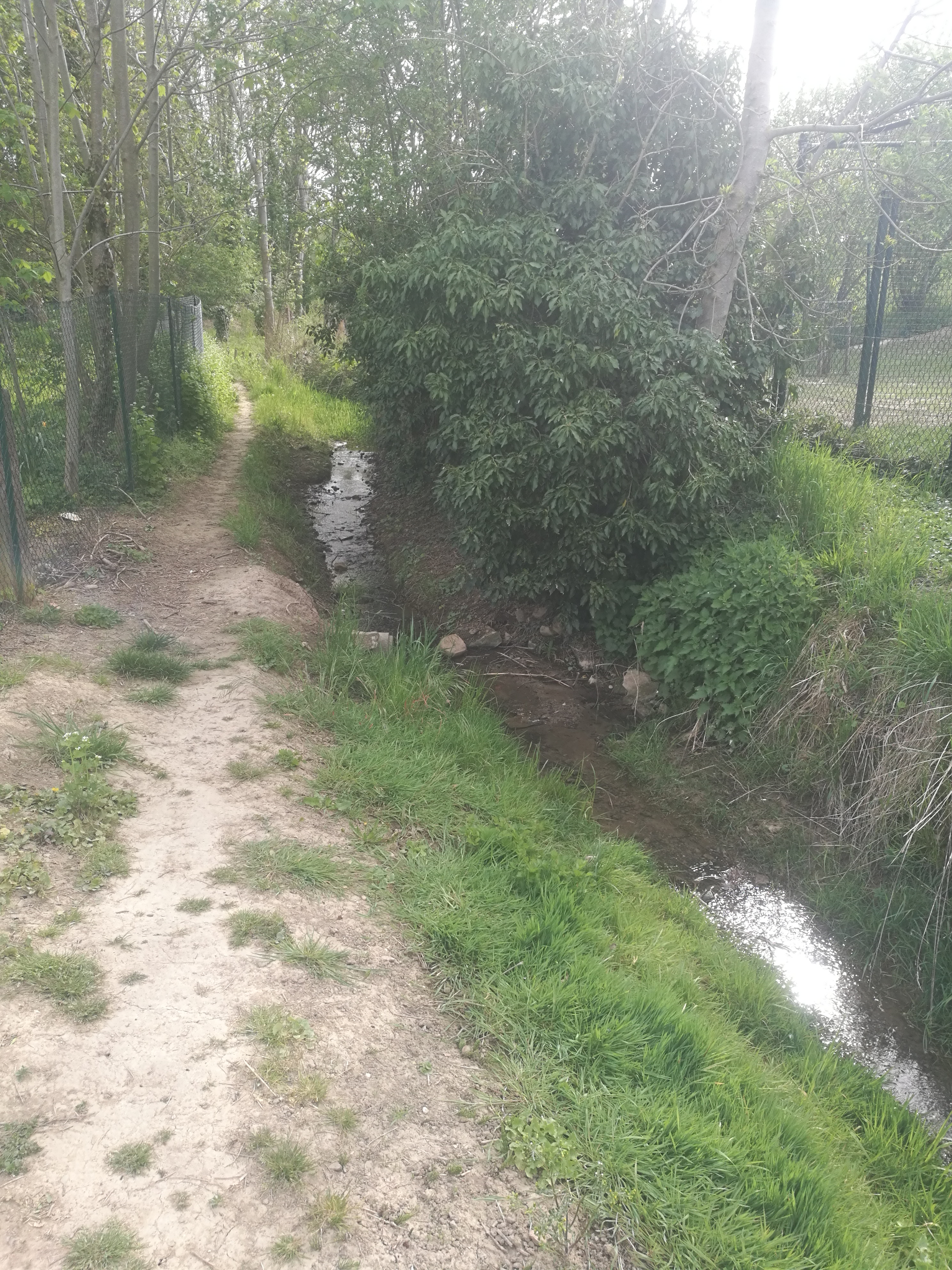
Dorfgraben à Gougenheim
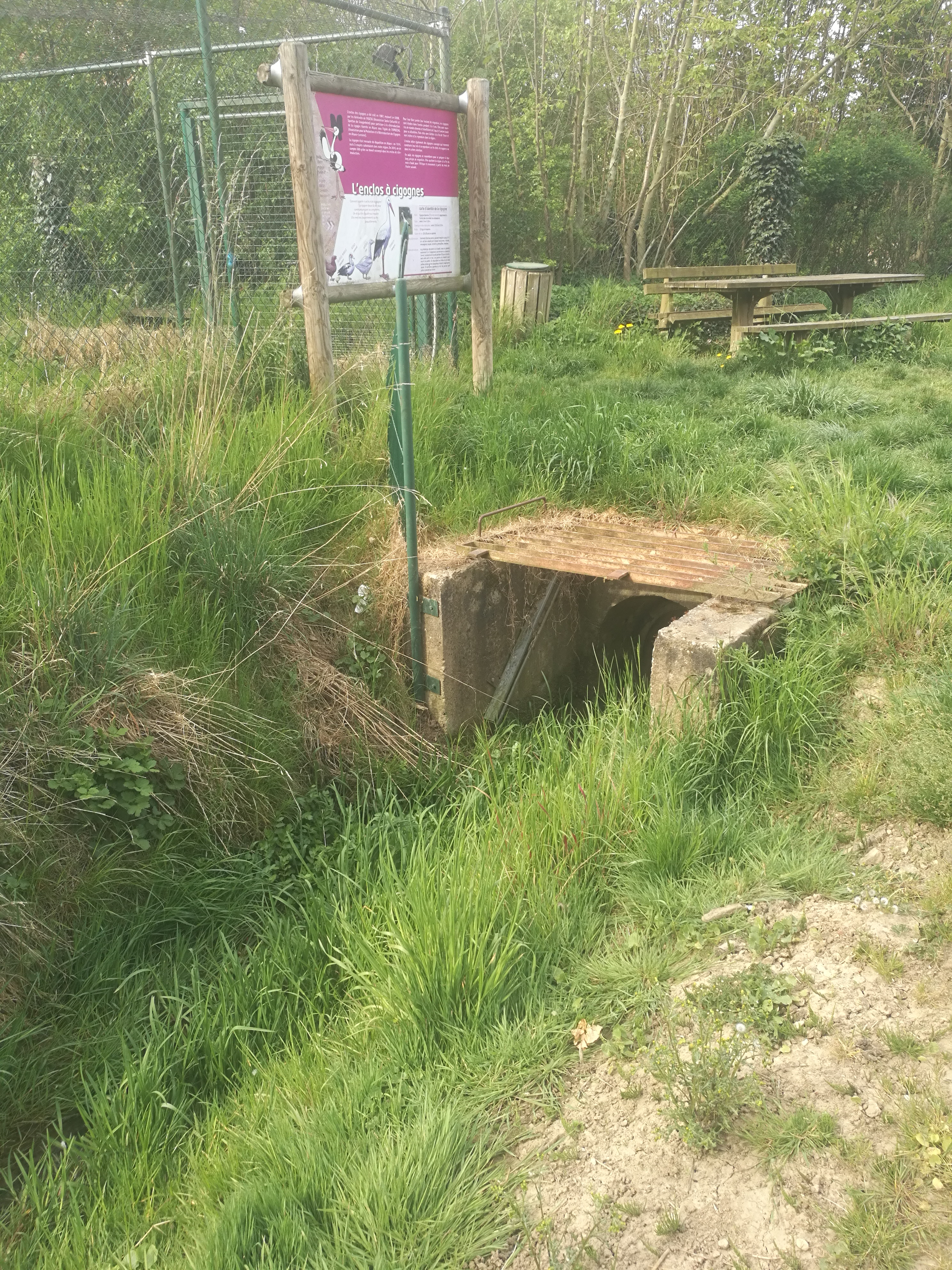
Buse du Dorfgraben devant le parc à cigognes de Gougenheim

### Climat
Pour des articles plus généraux, voir Climat du Grand Est et Climat du Bas-Rhin.
En 2010, le climat de la commune est de type climat des marges montargnardes, selon une étude du Centre national de la recherche scientifique s'appuyant sur une série de données couvrant la période 1971-2000. En 2020, Météo-France publie une typologie des climats de la France métropolitaine dans laquelle la commune est exposée à un climat semi-continental et est dans la région climatique Vosges, caractérisée par une pluviométrie très élevée (1 500 à 2 000 mm/an) en toutes saisons et un hiver rude (moins de 1 °C).
Pour la période 1971-2000, la température annuelle moyenne est de 10,3 °C, avec une amplitude thermique annuelle de 17,6 °C. Le cumul annuel moyen de précipitations est de 794 mm, avec 10,4 jours de précipitations en janvier et 10,6 jours en juillet. Pour la période 1991-2020, la température moyenne annuelle observée sur la station météorologique de Météo-France la plus proche, « Waltenheim-sur-zorn », sur la commune de Waltenheim-sur-Zorn à 7 km à vol d'oiseau, est de 11,3 °C et le cumul annuel moyen de précipitations est de 652,2 mm. 
La température maximale relevée sur cette station est de 38 °C, atteinte le 7 août 2015 ; la température minimale est de −14,9 °C, atteinte le 20 décembre 2009,,.
Les paramètres climatiques de la commune ont été estimés pour le milieu du siècle (2041-2070) selon différents scénarios d'émission de gaz à effet de serre à partir des nouvelles projections climatiques de référence DRIAS-2020. Ils sont consultables sur un site dédié publié par Météo-France en novembre 2022.

### Milieux naturels et biodiversité

#### Forêt de Gougenheim
Gougenheim est la seule commune du Kochersberg à posséder une forêt privée.
La forêt de Gougenheim une chênaie-frênaie d'environ 18,7 hectares, la plus grande des forêts du Kochersberg.

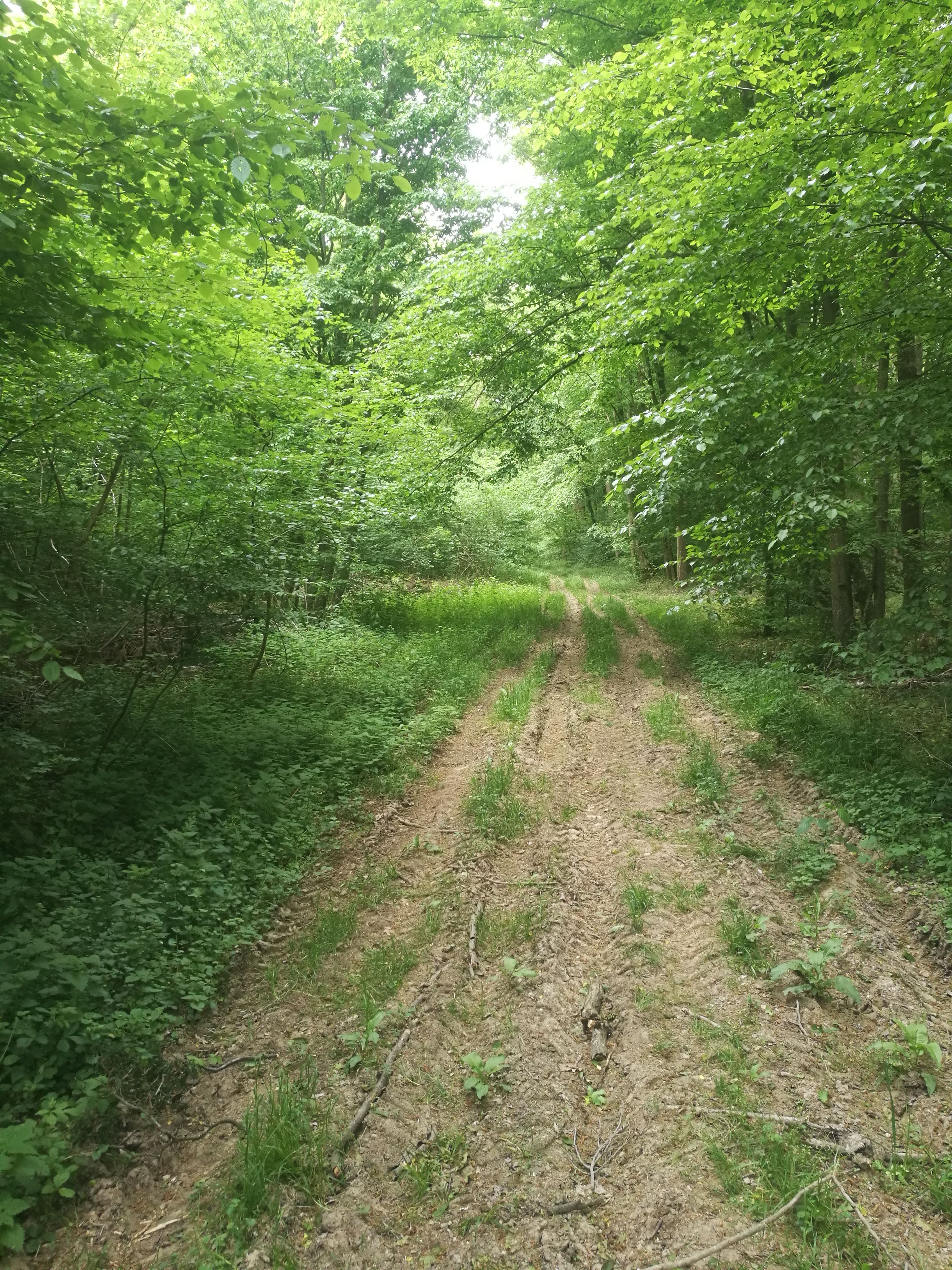
Chemin rural du Kreuzweg

## Urbanisme

### Typologie
Au 1er janvier 2024, Gougenheim est catégorisée commune rurale à habitat dispersé, selon la nouvelle grille communale de densité à sept niveaux définie par l'Insee en 2022.
Elle est située hors unité urbaine. Par ailleurs la commune fait partie de l'aire d'attraction de Strasbourg (partie française), dont elle est une commune de la couronne,. Cette aire, qui regroupe 268 communes, est catégorisée dans les aires de 700 000 habitants ou plus (hors Paris),.

### Occupation des sols
L'occupation des sols de la commune, telle qu'elle ressort de la base de données européenne d’occupation biophysique des sols Corine Land Cover (CLC), est marquée par l'importance des territoires agricoles (85,9 % en 2018), en diminution par rapport à 1990 (92,3 %). La répartition détaillée en 2018 est la suivante : 
terres arables (79,7 %), zones agricoles hétérogènes (6,1 %), zones industrielles ou commerciales et réseaux de communication (5,3 %), zones urbanisées (5,1 %), forêts (3,7 %). L'évolution de l’occupation des sols de la commune et de ses infrastructures peut être observée sur les différentes représentations cartographiques du territoire : la carte de Cassini (XVIIIe siècle), la carte d'état-major (1820-1866) et les cartes ou photos aériennes de l'IGN pour la période actuelle (1950 à aujourd'hui).

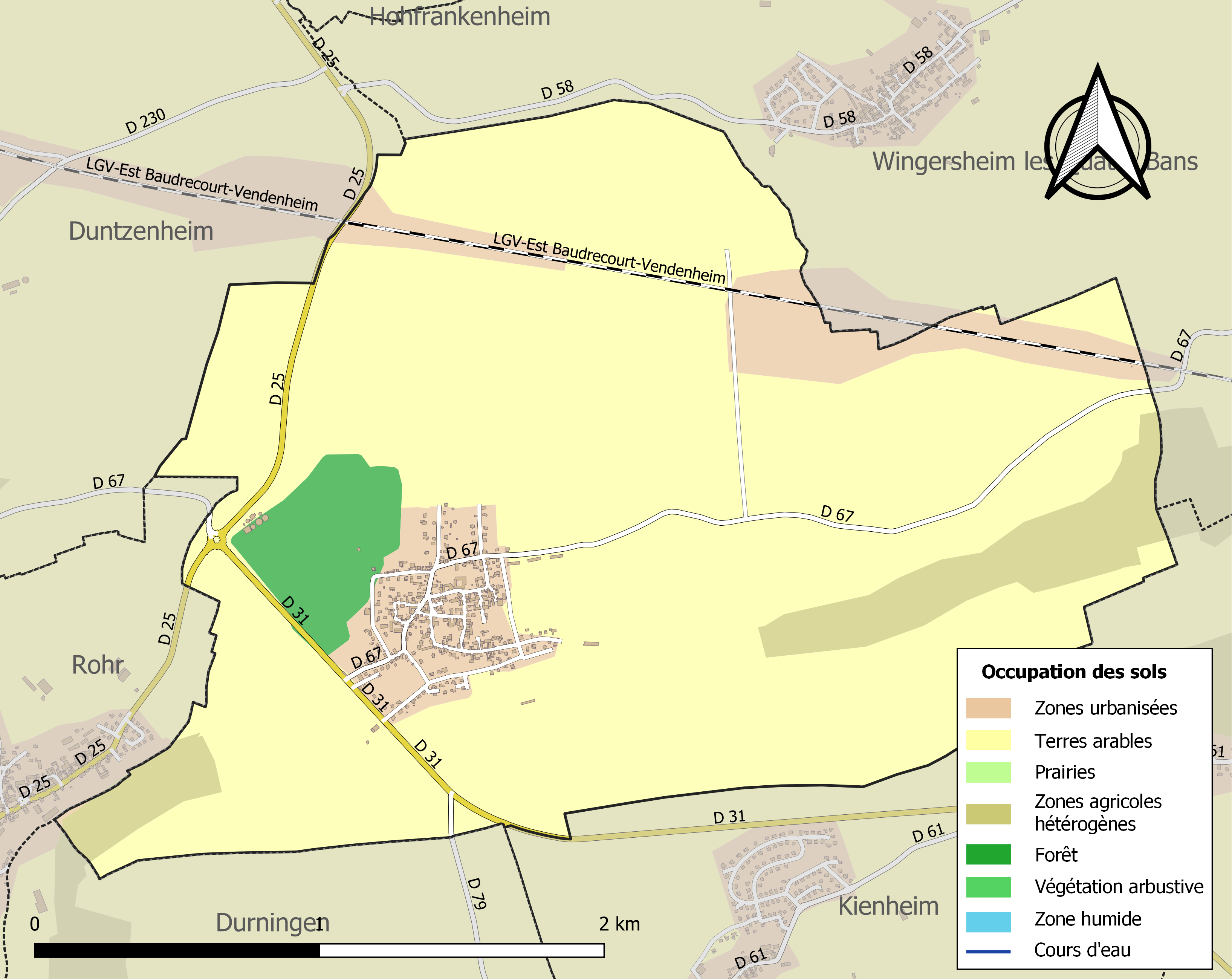
Carte des infrastructures et de l'occupation des sols de la commune en 2018 (CLC).

### Morphologie urbaine
Comme beaucoup de villages du Kochersberg le village de Gougenheim est doté d'un centre ancien organisé autour de l'église. On trouve dans ce centre un bâti ancien constitué d'un habitat de type agricole, ainsi que les constructions les plus "typiquement alsaciennes" avec de belles maisons à colombages. Les constructions anciennes sont composées en grande partie d'habitations construites en "U" ou en "L" avec pignon sur rue, et sont souvent accolées à la remise voisine ou séparées par un "Schlupf" (léger recul entre deux constructions de 0,80 à 1,2 mètre), avec de grandes dépendances en retrait de la rue (granges, garages, étables, etc.).
Le bâti plus récent s'est peu à peu étiré le long des rues et chemins agricoles.
| Type d’occupation               | Pourcentage | Superficie (en hectares) |
| ------------------------------- | ----------- | ------------------------ |
| Territoires agricoles           | 86,5 %      | 588.95                   |
| Territoires artificialisés      | 9,7 %       | 66,3                     |
| Forêts et milieux semi-naturels | 3,7 %       | 25,2                     |
|                                 |             |                          |

### Logement
En 2013 le village comptait 176 résidences principales pour 31 résidences en location, soit 2.3% de l'offre de logements dans la Communauté de communes du Kochersberg.
Le taux de variation annuelle du parc de logements a été de 2.89% entre 1999-2013 (+5,4 logements par an en moyenne) et de 1.54% entre 2008-2013 (+3,4 logements par an en moyenne).
La densité moyenne de logements sur le territoire de Gougenheim était de 7.0 logements/ha en 2015. Cependant dans le tissu ancien, plus dense en termes de construction, certains bâtiments sont inoccupés ou pas réhabilités en logements, ce qui explique que la "densité bâtie" (la perception visuelle que l'on peut ressentir en se promenant dans le village) n'est pas équivalente à la densité de logements.

### Projets d'aménagement
Le PLUi de la CCKA compte un secteur dans le village de Gougenheim catégorisé comme site en densification intramuros. Ce type de sites (non bâtis) a pour vocation à favoriser une densification du tissu bâti en valorisant au mieux le potentiel foncier.
Le site en question, appelé "Cœur d’îlot Linden", "permettra de densifier un vaste cœur d'îlot entre la rue de Mittelhausen et la rue des Tilleuls. À l'échelle de la commune, ce site représente un projet d'urbanisation de grande envergure dans le tissu urbain de Gougenheim. Le choix est une urbanisation d'ensemble du site et d'une utilisation rationnelle du foncier pour éviter tout risque d'un aménagement "a minima". L'objectif à terme est de disposer d'un quartier dense, connecté au "cœur de village" et à ses équipements via un cheminement doux à l'Est et un bouclage sur la rue des Tilleuls. Un des enjeux est également de permettre la création d'un espace vert central en lieu et place du verger actuel, l'objectif étant d'intégrer ces arbres dans l'aménagement futur. La commune de Gougenheim souhaite diversifier son offre de logements et travailler sur des densités nettement supérieures à celles pratiquées aujourd'hui, de l'ordre de 20 logements/ha. L'objectif est de créer davantage de logements intermédiaires pour permettre un parcours résidentiel plus complet dans le village. ".

### Voies de communication et transports

#### Voies de communication

##### Réseau routier
La commune se situe à l'écart des grands axes routiers bas-rhinois. Les principales routes reliant le village sont :
- la D25 qui va de Wasselonne à Ringendorf ;
- la D31 qui va de Gougenheim à Strasbourg ;
- la D67 qui va de Mittelhausen à Gottesheim.

##### LGV Est européenne

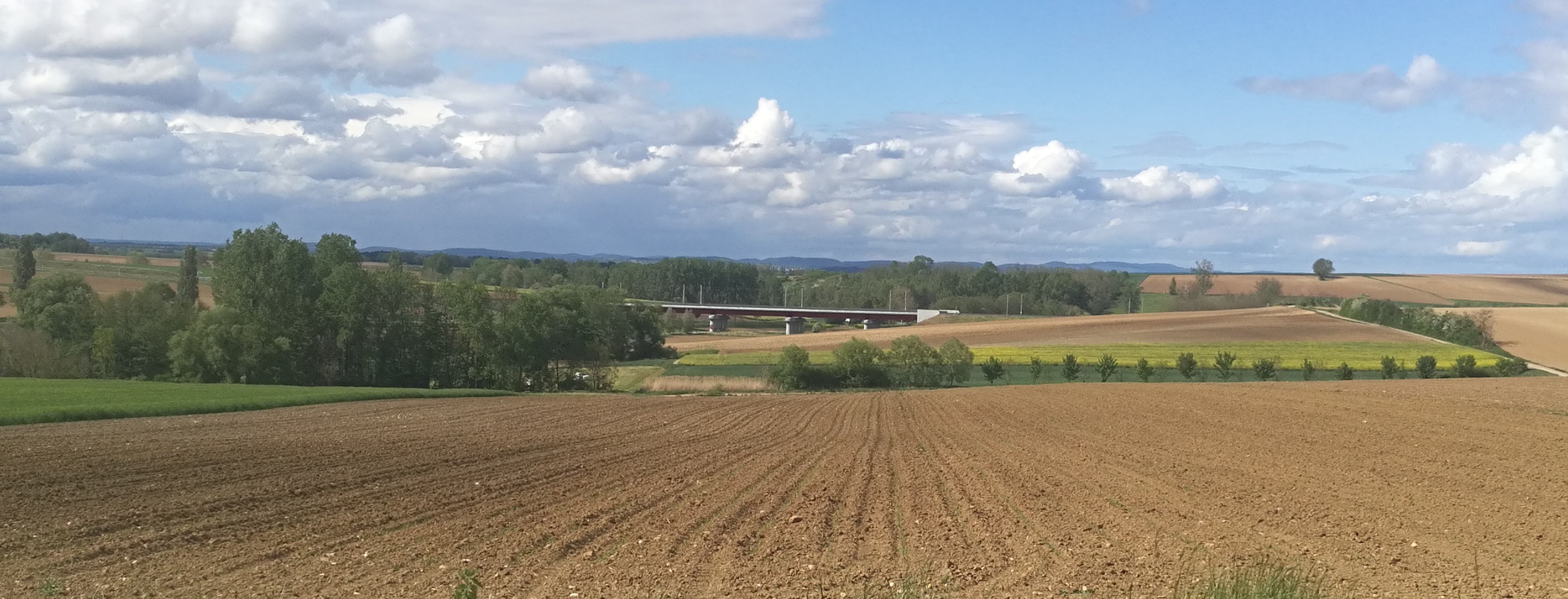
Ouvrage sur la LGV Est européenne à Gougenheim

La ligne ferroviaire LGV Est européenne traverse le banc communal de Gougenheim au nord de la commune. Sa construction a donné lieu à des fouilles archéologiques qui ont révélé la présence de sépultures en fosses datant du Néolithique récent.

#### Transports
La commune se situe sur la ligne 203 de la compagnie des transports du Bas-Rhin.

### Risques naturels et technologiques
Gougenheim a subi ces dernières années plusieurs épisodes météorologiques provoquant des états de catastrophe naturelle, majoritairement dus à des débordements du Dorfgraben. Le dernier en date, le 31 mai 2018, a fait suite à un violent épisode orageux provoquant une rapide montée des eaux.
| Date de la catastrophe | Arrêté du  | Inscription au journal officiel | Nature de l'évènement                                 | Code national CATNAT |
| ---------------------- | ---------- | ------------------------------- | ----------------------------------------------------- | -------------------- |
| 22/05/1983             | 20/07/1983 | 26/07/1983                      | inondations et coulées de boue                        | 67PREF19830386       |
| 17/06/1997             | 15/07/1998 | 29/07/1998                      | inondations et coulées de boue                        | 67PREF19980011       |
| 01/05/1998             | 10/08/1998 | 22/08/1998                      | inondations et coulées de boue                        | 67PREF19980024       |
| 25/12/1999             | 29/12/1999 | 30/12/1999                      | Inondations, coulées de boue et mouvements de terrain | 67PREF19990189       |
| 06/06/2002             | 17/12/2002 | 08/01/2003                      | inondations et coulées de boue                        | 67PREF20020020       |
| 31/05/2018             | 09/07/2018 | 27/07/2018                      | inondations et coulées de boue                        | 67PREF20180024       |

Les principaux risques naturels et technologiques recensés sur la commune sont :
- engins de guerre ;
- inondation par ruissellement et coulée de boue ;
- mouvement de terrain - Tassements différentiels ;
- phénomène lié à l'atmosphère ;
- phénomènes météorologiques - Tempête et grains (vent) ;
- séisme (zone de sismicité 3 : sismicité modérée) ;
- transport de marchandises dangereuses.

Aucune installation classée Seveso n'est située dans la commune ni dans la CCKA.

## Toponymie
Le nom de la localité est attesté sous la forme Guogenheim en 820.
Le premier élément dériverait de l'anthroponyme germanique Gogo(n), alors que l'appellatif toponymique heim signifie « ferme, hameau ».
La commune est appelée Goene (ou Göne ou Göine) en alsacien, Gugenheim en allemand.

## Histoire

### Préhistoire
Les fouilles archéologiques réalisées préalablement à la construction de la ligne LGV Est européenne à Gougenheim ont révélé une occupation humaine du territoire de la commune sur de longues périodes du Néolithique à la Protohistoire récente.
Ainsi un site archéologique important de la culture de Michelsberg a été identifié sur le territoire de la commune, qui a permis de mettre au jour 30 fosses circulaires contenant 46 individus datés entre 4 100 et 3 500 av. J.-C.,.

### Ancien Régime
En 1130 une bataille a lieu sur le territoire de la commune de Gougenheim, à l'issue de laquelle l'évêque de Strasbourg remporte une victoire sur les Souabes.
Au XVe siècle, Gougenheim est un village fortifié. Il devient chef-lieu du bailliage du Kochersberg en 1662 lorsque le bailli épiscopal du Kochersberg y est transposé depuis Willgotheim. Le tribunal épiscopal siégeait alors dans la commune, qui sert de lieu d’exécution pour le bourreau du bailliage. Ce dernier œuvrait sur la colline du Galgenberg (colline de la potence).
Au XVIIe siècle pendant la guerre de Trente Ans le village est pillé et presque entièrement détruit par les Suédois.
Au cours du XVIIIe siècle puis du XIXe siècle le village se transforme, l'agriculture se développe et la population augmente de façon continue. Le village compte alors des grands et petits cultivateurs et de nombreux artisans.
Sous l'Ancien Régime la commune était dirigée par un Schultheiss (prévôt), représentant de l’évêque de Strasbourg. La charge de maire n’apparut à Gougenheim qu'en 1794.

### Époque contemporaine
Au début du XXe siècle la population du village décline à la suite de la mécanisation de l'agriculture et de l'industrialisation. Au cours du siècle les cultures évoluent : introduction du tabac et du houblon, développement de l'élevage. De nos jours Gougenheim suit une évolution typique des communes rurales du Kochersberg, et beaucoup de fermes sont transformées en maisons d'habitation.
Le 1er février 1973, les communes de Rohr et de Gougenheim optent pour la fusion par association. Un Regroupement pédagogique intercommunal (RPI) fut créé à cette occasion, et les cadastres et Corps des sapeurs pompiers furent fusionnés.D'importants chantiers furent lancés mais la fusion a pris fin le 1er janvier 1986.

## Politique et administration

### Tendances politiques et résultats
Une analyse rapide des résultats électoraux à Gougenheim depuis 2000 montre que la commune oscille traditionnellement entre droite et centre.
| Élections présidentielles, résultats des deuxièmes tours.                                   | Élections présidentielles, résultats des deuxièmes tours. | Élections présidentielles, résultats des deuxièmes tours. | Élections présidentielles, résultats des deuxièmes tours. | Élections présidentielles, résultats des deuxièmes tours. | Élections présidentielles, résultats des deuxièmes tours. | Élections présidentielles, résultats des deuxièmes tours. | Élections présidentielles, résultats des deuxièmes tours. |
| Année                                                                                       | Élu                                                       | Élu                                                       | Élu                                                       | Battu                                                     | Battu                                                     | Battu                                                     | Participation                                             |
| ------------------------------------------------------------------------------------------- | --------------------------------------------------------- | --------------------------------------------------------- | --------------------------------------------------------- | --------------------------------------------------------- | --------------------------------------------------------- | --------------------------------------------------------- | --------------------------------------------------------- |
| 2002                                                                                        | 82,91 %                                                   | Jacques Chirac                                            | RPR                                                       | 17,09 %                                                   | Jean-Marie Le Pen                                         | FN                                                        | 88,99 %                                                   |
| 2007                                                                                        | 72,27 %                                                   | Nicolas Sarkozy                                           | UMP                                                       | 27,73 %                                                   | Ségolène Royal                                            | PS                                                        | 90,28 %                                                   |
| 2012                                                                                        | 27,90 %                                                   | François Hollande                                         | PS                                                        | 72,10 %                                                   | Nicolas Sarkozy                                           | UMP                                                       | 87,90 %                                                   |
| 2017                                                                                        | 63,66 %                                                   | Emmanuel Macron                                           | EM                                                        | 36,34 %                                                   | Marine Le Pen                                             | FN                                                        | 82,09 %                                                   |
| 2022                                                                                        | %                                                         | Emmanuel Macron                                           | LREM                                                      | %                                                         | Marine Le Pen                                             | RN                                                        | %                                                         |
| Élections législatives, résultats des deux meilleurs scores du dernier tour de scrutin.     |                                                           |                                                           |                                                           |                                                           |                                                           |                                                           |                                                           |
| Année                                                                                       | Élu                                                       | Élu                                                       | Élu                                                       | Battu                                                     | Battu                                                     | Battu                                                     | Participation                                             |
| Gougenheim est répartie sur plusieurs circonscriptions, cf. les résultats des .             |                                                           |                                                           |                                                           |                                                           |                                                           |                                                           |                                                           |
| Avant 2010, Gougenheim est répartie sur plusieurs circonscriptions, cf. les résultats des . |                                                           |                                                           |                                                           |                                                           |                                                           |                                                           |                                                           |
| 2002                                                                                        | 72,12 %                                                   | Yves Bur élu au premier tour                              | UMP                                                       | 12,83 %                                                   | Jacques Fernique                                          | Les Verts                                                 | 69,91 %                                                   |
| 2007                                                                                        | 64,73 %                                                   | Yves Bur élu au premier tour                              | UMP                                                       | 12,03 %                                                   | Anne Meunier                                              | UDF-MODEM                                                 | 64,03 %                                                   |
| Après 2010, Gougenheim est répartie sur plusieurs circonscriptions, cf. les résultats de .  |                                                           |                                                           |                                                           |                                                           |                                                           |                                                           |                                                           |
| 2012                                                                                        | 75,74 %                                                   | Sophie Rohfritsch                                         | UMP                                                       | 24,26 %                                                   | Nadine Soccio                                             | PS                                                        | 55,71 %                                                   |
| 2017                                                                                        | 50,25 %                                                   | Martine Wonner                                            | LREM                                                      | 49,75 %                                                   | Sophie Rohfritsch                                         | LR                                                        | 48,53 %                                                   |
| 2022                                                                                        | %                                                         |                                                           |                                                           | %                                                         |                                                           |                                                           | %                                                         |
| 2024                                                                                        | %                                                         |                                                           |                                                           | %                                                         |                                                           |                                                           | %                                                         |
| Élections européennes, résultats des deux meilleurs scores.                                 |                                                           |                                                           |                                                           |                                                           |                                                           |                                                           |                                                           |
| Année                                                                                       | Liste 1re                                                 | Liste 1re                                                 | Liste 1re                                                 | Liste 2e                                                  | Liste 2e                                                  | Liste 2e                                                  | Participation                                             |
| 2004                                                                                        | 45,63 %                                                   | Joseph Daul                                               | LUMP                                                      | 13,13 %                                                   | Pierre Moscovici                                          | LPS                                                       | 47,85 %                                                   |
| 2009                                                                                        | 45,15 %                                                   | Joseph Daul                                               | LMAJ                                                      | 16,99 %                                                   | Sandrine Bélier                                           | LVEC                                                      | 48,66 %                                                   |
| 2014                                                                                        | 30,05 %                                                   | Nadine Morano                                             | LUMP                                                      | 24,35 %                                                   | Florian Philippot                                         | LFN                                                       | 46,65 %                                                   |
| 2019                                                                                        | 26,25 %                                                   | Nathalie Loiseau                                          | LREM-MoDem-Agir                                           | 18,15 %                                                   | Jordan Bardella                                           | LFN                                                       | 59,59 %                                                   |
| 2024                                                                                        | %                                                         |                                                           |                                                           | %                                                         |                                                           |                                                           | %                                                         |
| Élections régionales, résultats des deux meilleurs scores.                                  |                                                           |                                                           |                                                           |                                                           |                                                           |                                                           |                                                           |
| Année                                                                                       | Liste 1re                                                 | Liste 1re                                                 | Liste 1re                                                 | Liste 2e                                                  | Liste 2e                                                  | Liste 2e                                                  | Participation                                             |
| 2004                                                                                        | 56,20 %                                                   | Adrien Zeller                                             | LDR                                                       | 28,51 %                                                   | Jacques Bigot                                             | LGA                                                       | 73,90 %                                                   |
| 2010                                                                                        | 60,89 %                                                   | Philippe Richert                                          | LMAJ                                                      | 30,65 %                                                   | Jacques Bigot                                             | LUG                                                       | 57,81 %                                                   |
| 2015                                                                                        | 59,59 %                                                   | Philippe Richert                                          | LUD                                                       | 33,56 %                                                   | Florian Philippot                                         | LFN                                                       | 72,35 %                                                   |
| 2021                                                                                        | %                                                         |                                                           |                                                           | %                                                         |                                                           |                                                           | %                                                         |
| Élections cantonales, résultats des deux meilleurs scores du dernier tour de scrutin.       |                                                           |                                                           |                                                           |                                                           |                                                           |                                                           |                                                           |
| Année                                                                                       | Élu                                                       | Élu                                                       | Élu                                                       | Battu                                                     | Battu                                                     | Battu                                                     | Participation                                             |
| Gougenheim est répartie sur plusieurs cantons, cf. les résultats de ceux de .               |                                                           |                                                           |                                                           |                                                           |                                                           |                                                           |                                                           |
| 2001                                                                                        | indisponible %                                            | indisponible                                              | indisponible                                              | indisponible %                                            | indisponible                                              | indisponible                                              | indisponible %                                            |
| 2004                                                                                        | 62,50 %                                                   | Jean-Daniel Zeter                                         | UDF                                                       | 37,50 %                                                   | Jean-Marc Jung                                            | PS                                                        | 74,19 %                                                   |
| 2008                                                                                        | indisponible %                                            | indisponible                                              | indisponible                                              | indisponible %                                            | indisponible                                              | indisponible                                              | indisponible %                                            |
| 2011                                                                                        | 59,66 %                                                   | Étienne Burger                                            | DVD                                                       | 40,34 %                                                   | Luc Huber                                                 | VEC                                                       | 44,81 %                                                   |
| Élections départementales, résultats des deux meilleurs scores du dernier tour de scrutin.  |                                                           |                                                           |                                                           |                                                           |                                                           |                                                           |                                                           |
| Année                                                                                       | Élus                                                      | Élus                                                      | Élus                                                      | Battus                                                    | Battus                                                    | Battus                                                    | Participation                                             |
| Gougenheim est répartie sur plusieurs cantons, cf. les résultats de ceux de .               |                                                           |                                                           |                                                           |                                                           |                                                           |                                                           |                                                           |
| 2015                                                                                        | 71,98 %                                                   | E. Burger / M. Lehmann                                    | BC-UMP                                                    | 28,02 %                                                   | C. Kleinklaus / C. Stifter                                | BC-FN                                                     | 45,62 %                                                   |
| 2021                                                                                        | %                                                         |                                                           |                                                           | %                                                         |                                                           |                                                           | %                                                         |
| Référendums.                                                                                |                                                           |                                                           |                                                           |                                                           |                                                           |                                                           |                                                           |
| Année                                                                                       | Oui (national)                                            | Oui (national)                                            | Oui (national)                                            | Non (national)                                            | Non (national)                                            | Non (national)                                            | Participation                                             |
| 1992                                                                                        | 67,08 % (51,04 %)                                         | 67,08 % (51,04 %)                                         | 67,08 % (51,04 %)                                         | 32,92 % (48,96 %)                                         | 32,92 % (48,96 %)                                         | 32,92 % (48,96 %)                                         | 72,89 %                                                   |
| 2000                                                                                        | 67,78 % (73,21 %)                                         | 67,78 % (73,21 %)                                         | 67,78 % (73,21 %)                                         | 32,22 % (26,79 %)                                         | 32,22 % (26,79 %)                                         | 32,22 % (26,79 %)                                         | 33,73 %                                                   |
| 2005                                                                                        | 65,04 % (45,33 %)                                         | 65,04 % (45,33 %)                                         | 65,04 % (45,33 %)                                         | 34,96 % (54,67 %)                                         | 34,96 % (54,67 %)                                         | 34,96 % (54,67 %)                                         | 77,56 %                                                   |

### Administration municipale
La population de Gougenheim étant supérieure à 500 habitants, le conseil municipal est constitué de 15 membres.
La commune ne bénéficie d'aucun conseil de jeunes ou de seniors. Cependant les jeunes de la commune peuvent joindre le Conseil Communautaire des jeunes au niveau de la CCKA.

### Rattachements administratifs et électoraux
Gougenheim relève du tribunal d'instance de Strasbourg, du tribunal de grande instance de Strasbourg, de la cour d'appel de Colmar, du tribunal pour enfants de Strasbourg, du conseil de prud'hommes de Schiltigheim, du tribunal de commerce de Strasbourg, du tribunal administratif de Strasbourg et de la cour administrative d'appel de Nancy.

### Politique environnementale

#### Gestion de l'eau
L'assainissement de la commune est géré par le Syndicat des Eaux et de l’Assainissement Alsace-Moselle (SDEA) – Périmètre de la Vallée du Rohrbach. La commune est rattachée à l'unité de traitement du Rohrbach, situé sur le territoire de la commune et lancé en mars 2013, qui prend en charge les communes de Gougenheim, Rohr, Willgottheim-Woellenheim et Wintzenheim-Kochersberg. Le réseau d’assainissement de la commune est entièrement unitaire et fonctionne de manière totalement gravitaire.

#### Gestion des déchets
La collecte des déchets recyclables et non-recyclables de la commune est assurée par la CCKA, qui met également à disposition des points d'apport volontaires pour le verre et les vêtements.
Les déchets verts peuvent être apportés sur trois sites réservés au particuliers à Willgottheim, Ittenheim et Reitwiller.
Les déchets recyclables, huiles de ménage et huiles de vidange peuvent être apportés en déchetterie à Dossenheim-Kochersberg et Pfulgriesheim.

### Finances locales
Gougenheim bénéficie de moins de recettes (hors-emprunt en moyenne par habitant) que la moyenne des communes de la CCKA. La commune engage également depuis quelques années plus de dépenses, ce qui a un impact négatif sur sa capacité d'investissement.
|                                               | 2012 | 2013 | 2014 | 2015 | 2016 | 2017 | 2018 |
| --------------------------------------------- | ---- | ---- | ---- | ---- | ---- | ---- | ---- |
| Emprunt hors GAD                              | 1    | 2    | 880  | 108  | 0    | 329  | 0    |
| Recettes de fonctionnement                    | 543  | 540  | 520  | 531  | 568  | 605  | 686  |
| Recettes d'investissement hors-emprunt        | 116  | 96   | 201  | 291  | 173  | 108  | 103  |
| Total recettes de Gougenheim                  | 660  | 637  | 1602 | 931  | 742  | 1042 | 789  |
| Total recettes CCKA                           | 968  | 900  | 798  | 870  | 889  | 930  | 985  |
|                                               |      |      |      |      |      |      |      |
| Remboursements d'emprunts hors GAD            | 52   | 41   | 40   | 77   | 532  | 78   | 94   |
| Dépenses de fonctionnement                    | 374  | 432  | 370  | 432  | 450  | 528  | 623  |
| Dépenses d'investissement hors remb           | 242  | 195  | 703  | 521  | 131  | 27   | 292  |
| Total dépenses de Gougenheim                  | 668  | 668  | 1113 | 1030 | 1113 | 633  | 1009 |
| Total dépenses CCKA                           | 906  | 840  | 804  | 887  | 910  | 922  | 870  |
|                                               |      |      |      |      |      |      |      |
| Capacité ou besoin de financement             | 43   | 8    | -352 | -130 | 161  | 158  | -126 |
| Flux net de dette                             | -51  | -39  | 841  | 31   | -532 | 251  | -94  |
| Variation du fonds de roulement de Gougenheim | -8   | -30  | 489  | -99  | -372 | 409  | -220 |
| Variation du fonds de roulement CCKA          | 62   | 60   | -6   | -17  | -21  | 7    | 116  |
|                                               |      |      |      |      |      |      |      |
| Encours de dette de Gougenheim                | 257  | 216  | 1054 | 1096 | 578  | 837  | 745  |
| Encours de dette de CCKA                      | 518  | 519  | 484  | 473  | 478  | 496  | 504  |
|                                               |      |      |      |      |      |      |      |
| Dépôts au Trésor de Gougenheim                | 196  | 168  | 668  | 592  | 190  | 617  | 400  |
| Dépôts au Trésor CCKA                         | 365  | 453  | 412  | 406  | 404  | 405  | 517  |

Les taux de fiscalité voté par la commune sont globalement inférieurs à la moyenne nationale.
|                   | Taxe d'habitation | Taxe sur le foncier bâti | Taxe sur le foncier non bâti |
| ----------------- | ----------------- | ------------------------ | ---------------------------- |
| Gougenheim        | 13,16             | 14,40                    | 44,09                        |
| Moyenne nationale | 16,79             | 19,51                    | 42,27                        |

### Jumelage
La commune n'est jumelée à aucune commune.

## Équipements et services publics

### Enseignement

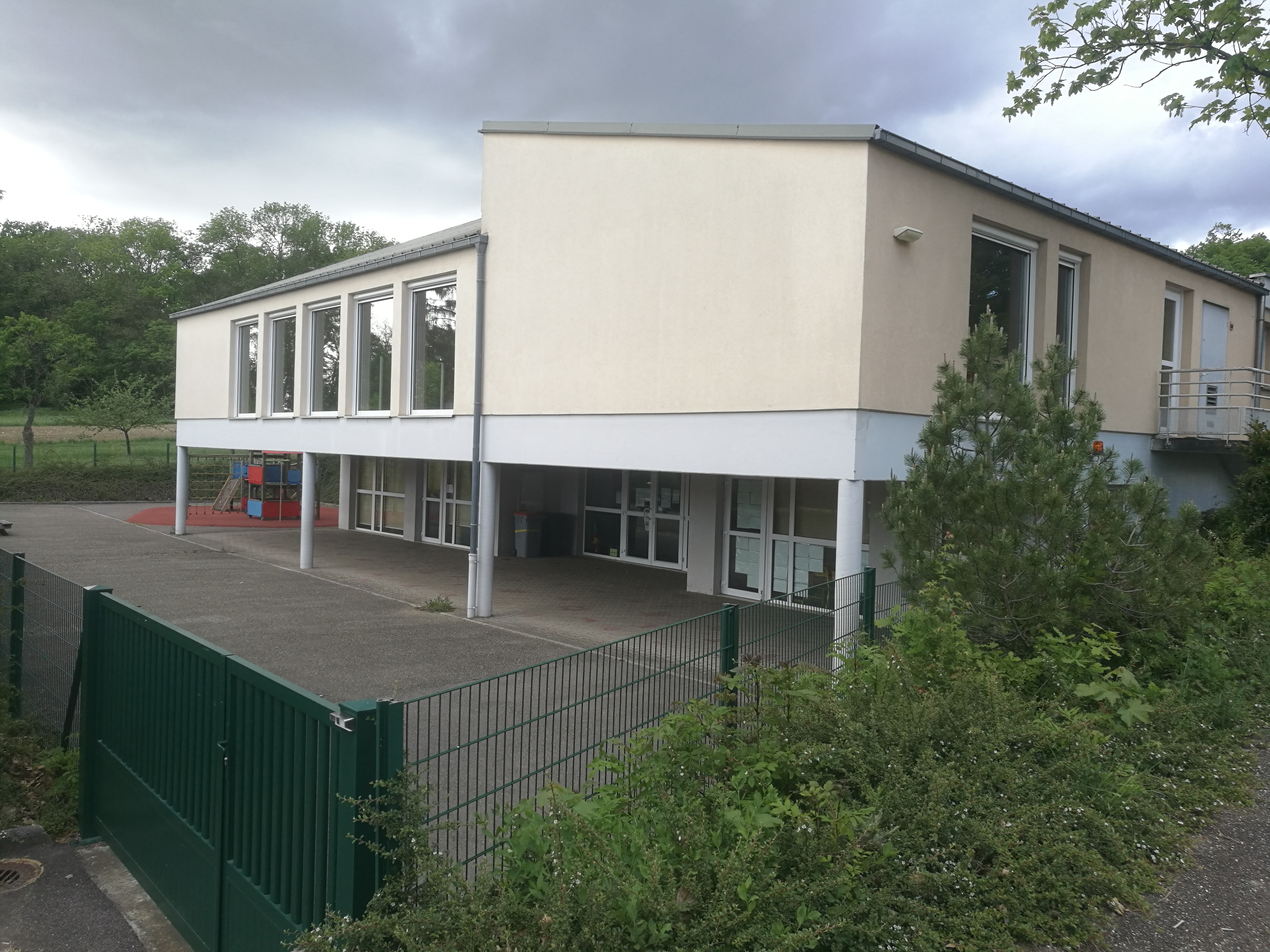
École de Gougenheim

Pour ses établissements d'enseignement, Gougenheim dépend de l'académie de Strasbourg.
La commune est associée à Rohr au sein d'un regroupement pédagogique intercommunal qui compte 4 classes: 2 classes pour les plus jeunes enfants à Gougenheim (de la maternelle jusqu'en CP ou CE1 selon les effectifs) et 2 classes pour les plus âgés à Rohr (du CE1 ou CE2 au CM2).
Les élèves sont ensuite orientés vers le collège du Kochersberg à Truchtersheim.

### Santé
Le principal centre hospitalier proche de Gougenheim est l’hôpital de Hautepierre, qui fait partie des Hôpitaux universitaires de Strasbourg.

## Population et société

### Démographie
L'évolution du nombre d'habitants est connue à travers les recensements de la population effectués dans la commune depuis 1793. Pour les communes de moins de 10 000 habitants, une enquête de recensement portant sur toute la population est réalisée tous les cinq ans, les populations de référence des années intermédiaires étant quant à elles estimées par interpolation ou extrapolation. Pour la commune, le premier recensement exhaustif entrant dans le cadre du nouveau dispositif a été réalisé en 2004.

En 2022, la commune comptait 540 habitants, en évolution de −1,82 % par rapport à 2016 (Bas-Rhin : +3,17 %, France hors Mayotte : +2,11 %).
| 1793 | 1800 | 1806 | 1821 | 1831 | 1836 | 1841 | 1846 | 1851 |
| ---- | ---- | ---- | ---- | ---- | ---- | ---- | ---- | ---- |
| 500  | 465  | 593  | 672  | 680  | 725  | 745  | 758  | 706  |

| 1856 | 1861 | 1866 | 1871 | 1875 | 1880 | 1885 | 1890 | 1895 |
| ---- | ---- | ---- | ---- | ---- | ---- | ---- | ---- | ---- |
| 632  | 610  | 659  | 634  | 622  | 616  | 578  | 545  | 559  |

| 1900 | 1905 | 1910 | 1921 | 1926 | 1931 | 1936 | 1946 | 1954 |
| ---- | ---- | ---- | ---- | ---- | ---- | ---- | ---- | ---- |
| 571  | 565  | 545  | 459  | 411  | 408  | 410  | 384  | 381  |

| 1962 | 1968 | 1975 | 1982 | 1990 | 1999 | 2004 | 2006 | 2009 |
| ---- | ---- | ---- | ---- | ---- | ---- | ---- | ---- | ---- |
| 381  | 344  | 512  | 620  | 363  | 380  | 407  | 465  | 553  |

| 2014 | 2019 | 2022 | - | - | - | - | - | - |
| ---- | ---- | ---- | - | - | - | - | - | - |
| 541  | 544  | 540  | - | - | - | - | - | - |

|                | 2011 | %     | 2016 | %     |
| -------------- | ---- | ----- | ---- | ----- |
| Ensemble       | 564  | 100,0 | 550  | 100,0 |
| 0 à 14 ans     | 113  | 20,1  | 97   | 17,7  |
| 15 à 29 ans    | 82   | 14,5  | 80   | 14,6  |
| 30 à 44 ans    | 144  | 25,5  | 114  | 20,7  |
| 45 à 59 ans    | 111  | 19,7  | 135  | 24,6  |
| 60 à 74 ans    | 82   | 14,5  | 91   | 16,5  |
| 75 ans ou plus | 33   | 5,8   | 33   | 5,9   |

### Sports et loisirs
L'Association Socio-culturelle et Sportive de Gougenheim (ASCSG) propose une section fitness ainsi que des sorties randonnée.
La commune dispose également d'un City stade permettant la pratique du football, du handball et du basketball.

### Médias
Le quotidien Les Dernières nouvelles d'Alsace est diffusé à Gougenheim dans sa version Strasbourg.

### Cultes
L'Église Saint-Laurent est consacrée à la pratique de la religion catholique.
Gougenheim fait partie de la Communauté de paroisse du Kochersberg dans la zone pastorale Strasbourg-Campagne.

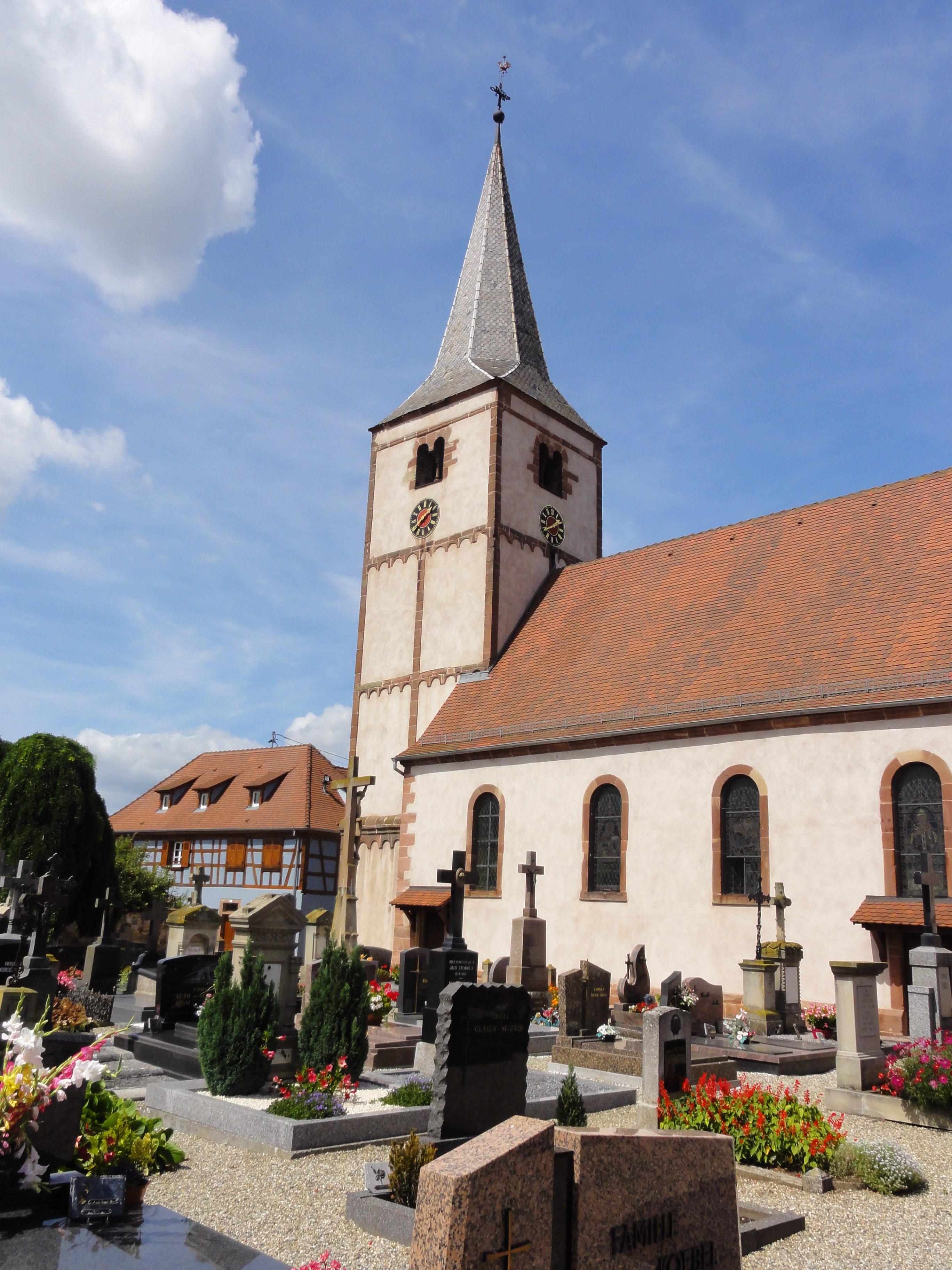
Église Saint-Laurent

## Économie

### Revenus de la population et fiscalité
En 2016, le revenu fiscal médian par ménage était de 25 911 € à Gougenheim, qui comptait 213 ménages fiscaux et 560 personnes dans les ménages fiscaux.

### Emploi
En 2016, la population âgée de 15 à 64 ans s'élevait à 360 personnes, parmi lesquelles on comptait 73,5 % d'actifs dont 73,2 % ayant un emploi et 5,1 % de chômeurs.
On comptait 30 emplois dans la zone d'emploi en 2016 (20 emplois salariés et 10 emplois non-salariés), contre 35 en 2011. Le nombre d'actifs ayant un emploi résidant dans la zone d'emploi étant de 266, l'indicateur de concentration d'emploi est de 11,4 %, ce qui signifie que la zone d'emploi offre un peu plus d'un emploi pour dix habitants actifs.

### Entreprises et commerces
Au 31 décembre 2015, Gougenheim comptait 37 établissements actifs : 7 dans l’agriculture-sylviculture-pêche, 3 dans l'industrie, 5 dans la construction, 19 dans le commerce-transports-services divers et 3 étaient relatifs au secteur administratif.
En 2018, 3 entreprises ont été créées à Gougenheim.

## Culture locale et patrimoine

### Lieux et monuments
Gougenheim ne compte aucun monument répertorié à l'inventaire des monuments historiques et 21 lieux et monuments (hors présentation communale) répertoriés à l'inventaire général du patrimoine culturel.
Par ailleurs, la commune ne compte aucun objet répertorié à l'inventaire des monuments historiques et 18 objets (hors inventaire supplémentaire) répertoriés à l'inventaire général du patrimoine culturel.

#### Église paroissiale Saint-Laurent
Siècle de la 1ère campagne de construction : milieu du Moyen Âge

L’église Saint-Laurent est située au centre du village. L'église actuelle est bâtie sur l'emplacement de l'église médiévale dont ne subsiste que la partie inférieure du clocher encore décorée d'arcatures romanes date du XIe siècle début XIIe siècle. Le mobilier de l’église date du XIXe siècle. Les vitraux sont réalisés en 1911 par les frères Ott de Strasbourg. Dans le cimetière qui entoure l’édifice sont conservées de belles stèles funéraires de styles différents. Le mécanisme de l’ancienne horloge fut réinstallé dans la salle du Conseil Municipal.

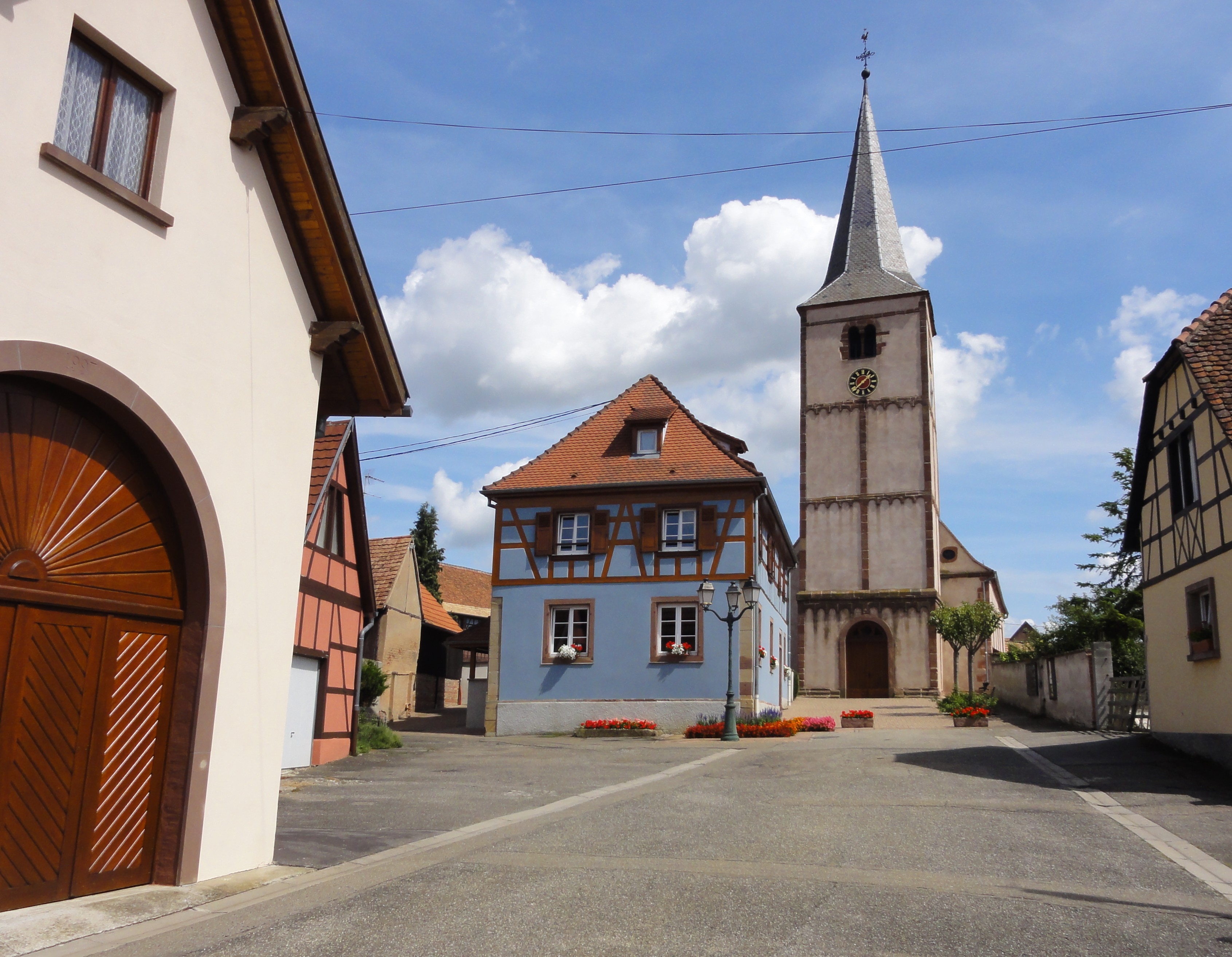
Église Saint-Laurent
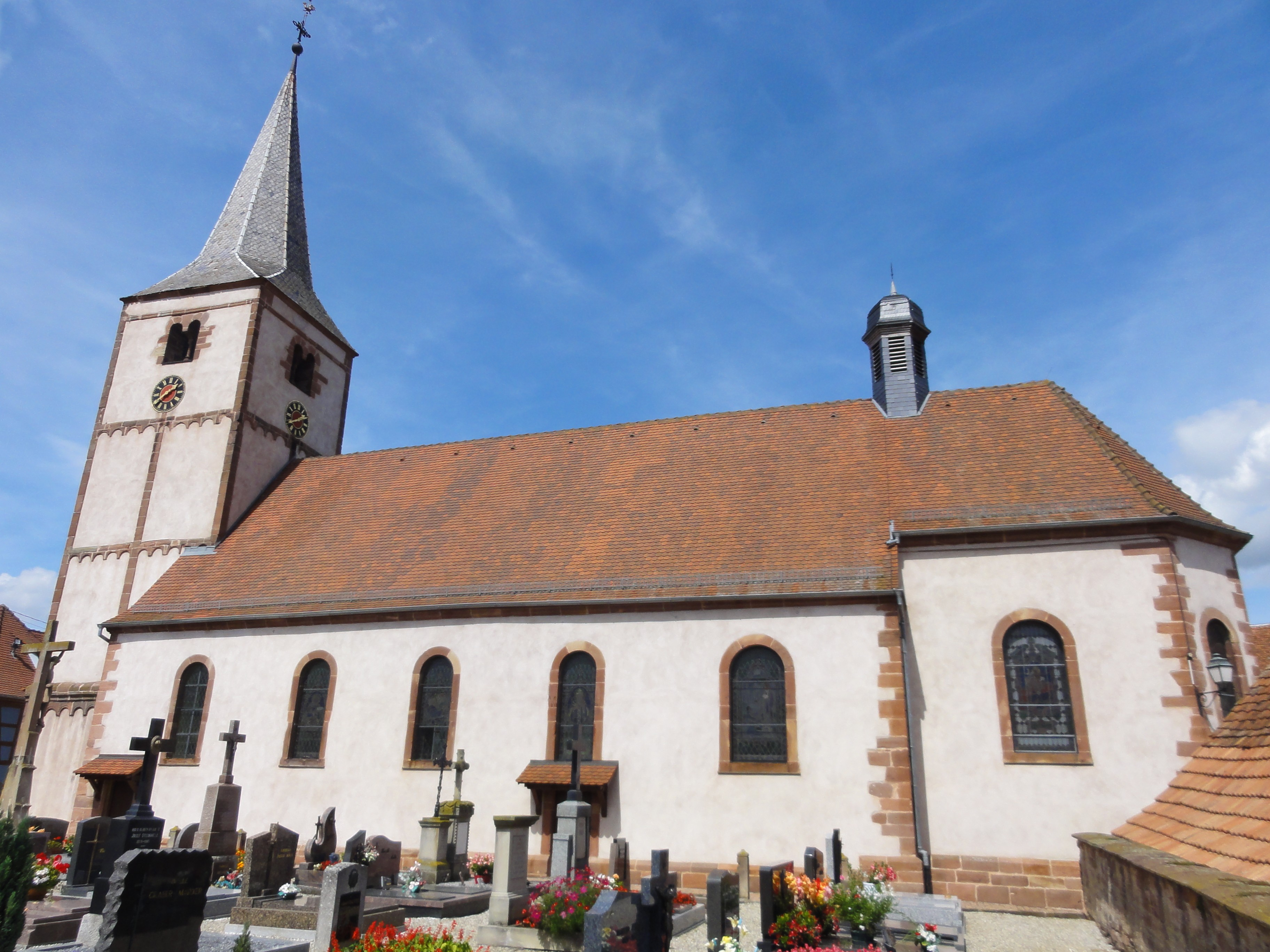
Église Saint-Laurent
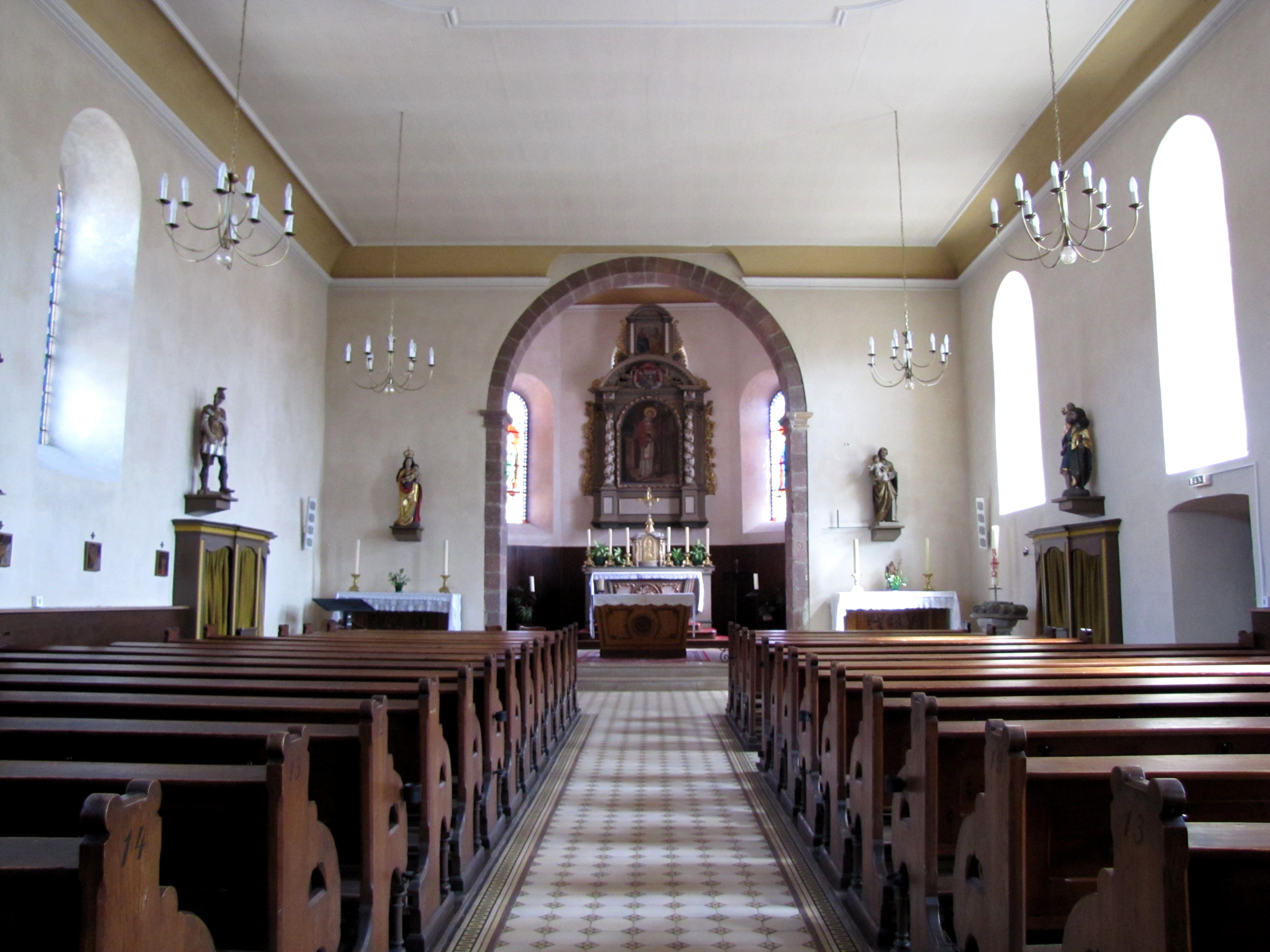
Vue intérieure de la nef vers le chœur
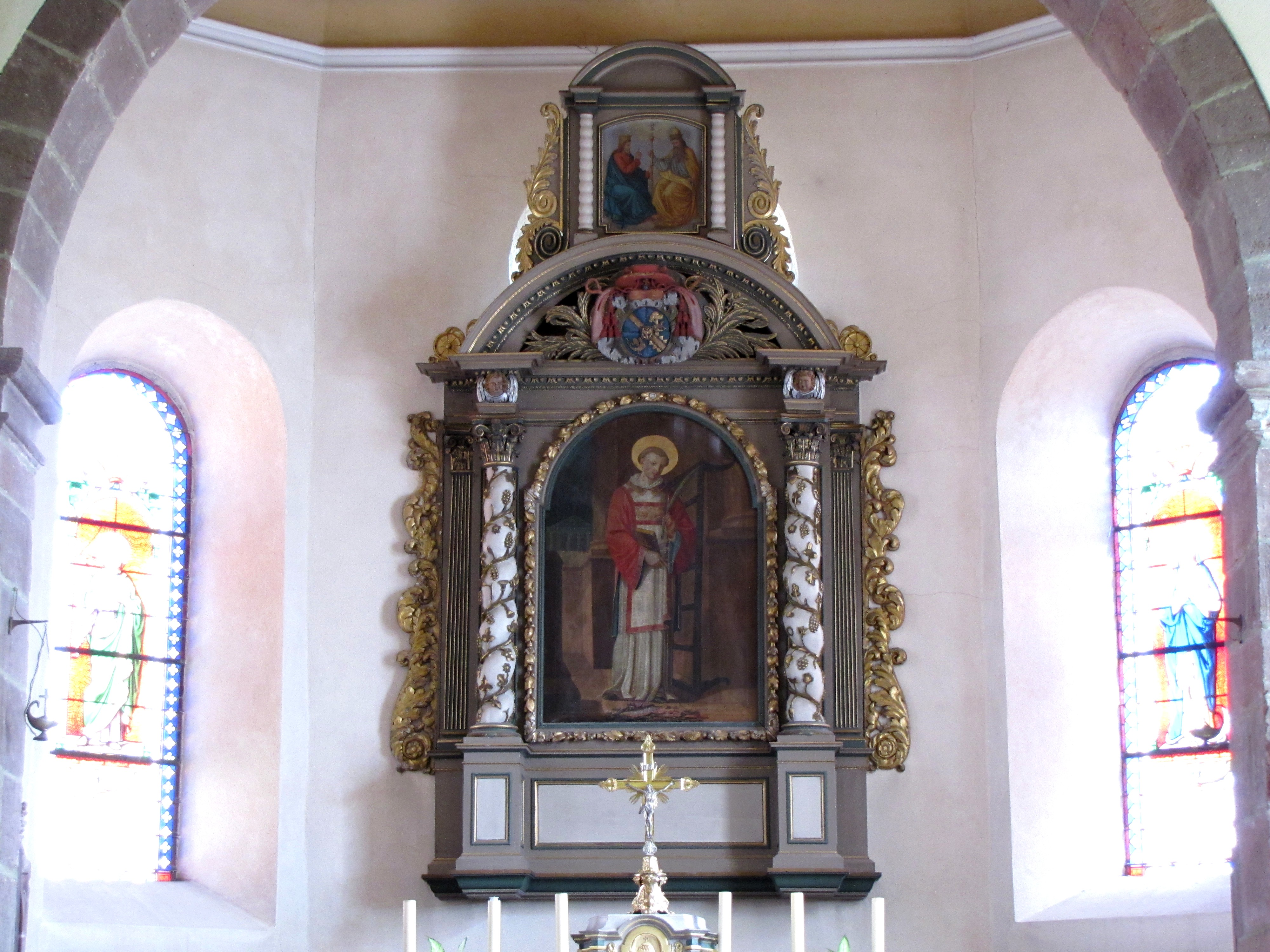
Maître-autel de saint Laurent (XVIIe)

#### Chapelle Saint-Laurent
Siècle de la 1ère campagne de construction : XVIe

La chapelle Saint-Laurent se situe à l'écart du centre du village sur une petite hauteur. Elle fut bâtie en l'honneur de Saint Laurent, diacre et martyr romain, patron des pauvres, invoqué pour guérir les maladies de la peau notamment des abcès et des eczémas.

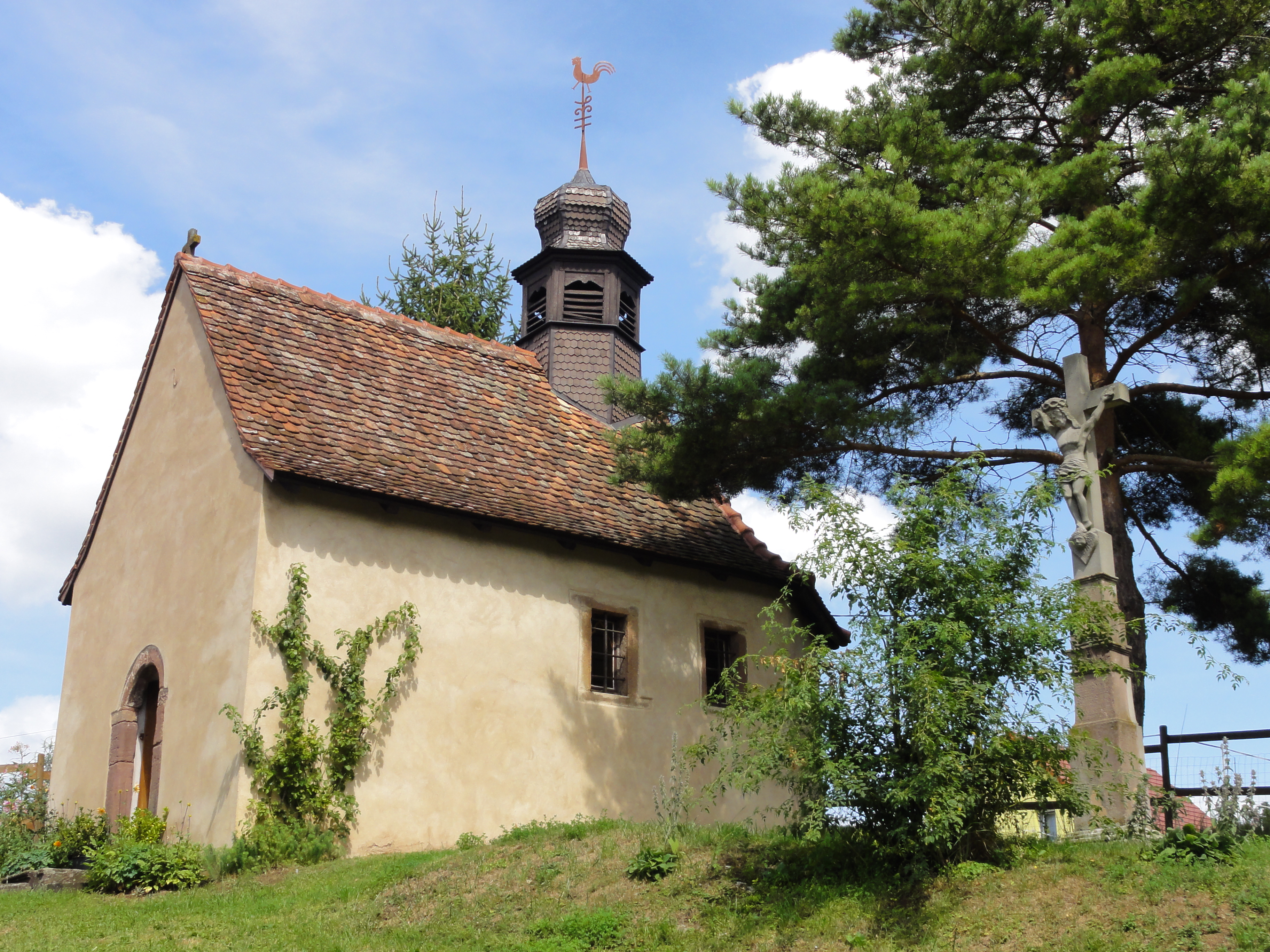
Chapelle Saint-Laurent
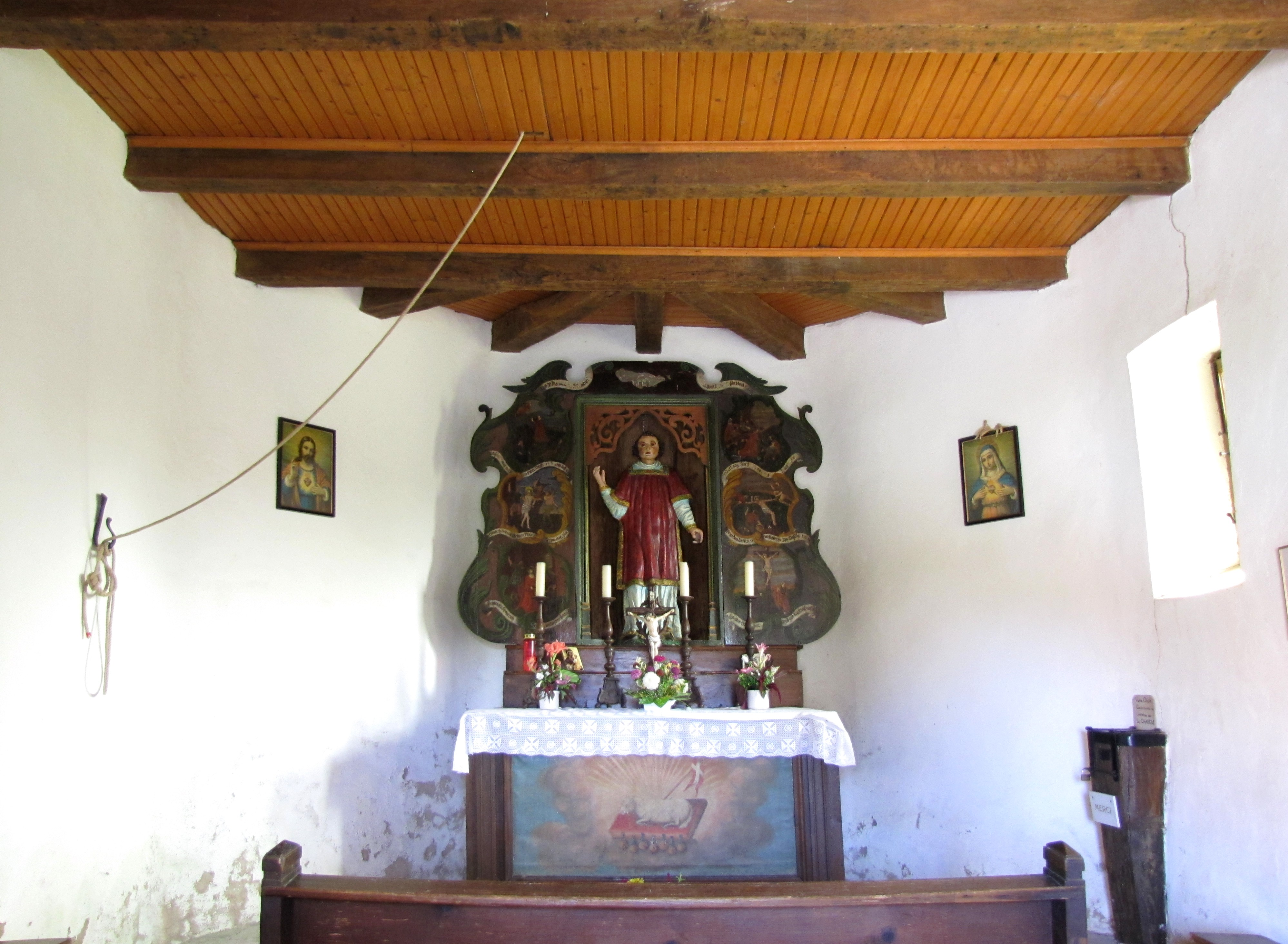
Intérieur de la chapelle

#### Presbytère
Siècle de la 1ère campagne de construction : XVIe
Situé rue des Seigneurs, l'ancien presbytère fut construit au XVIIIe sur un site primitif datant du XVIe.

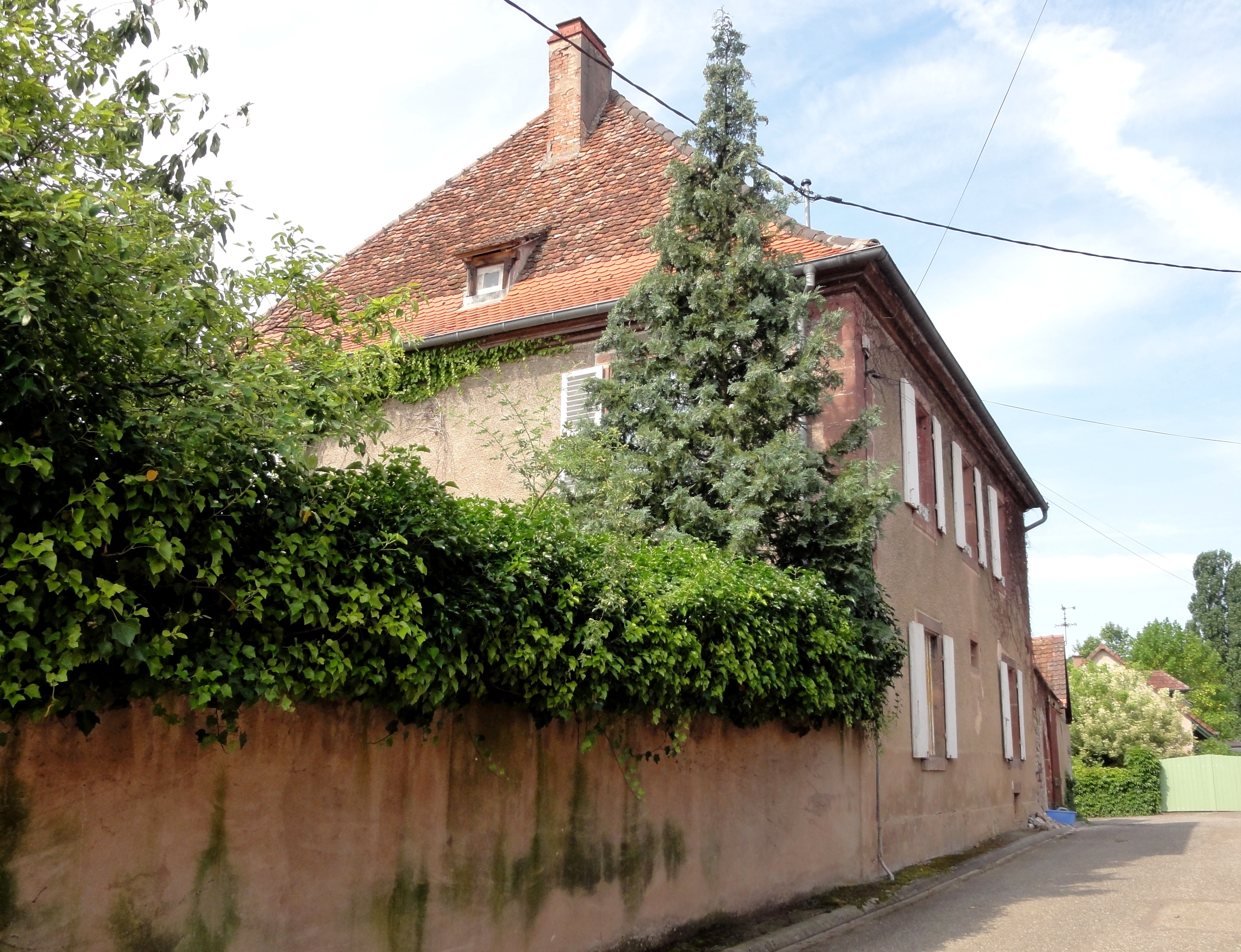
Ancien presbytère

#### Ancienne mairie, école
Siècle de la 1ère campagne de construction : XIXe
Construite vers 1800 à côté de l'église Saint-Laurent, l'ancienne école puis mairie n'a aujourd’hui plus d'affectation.

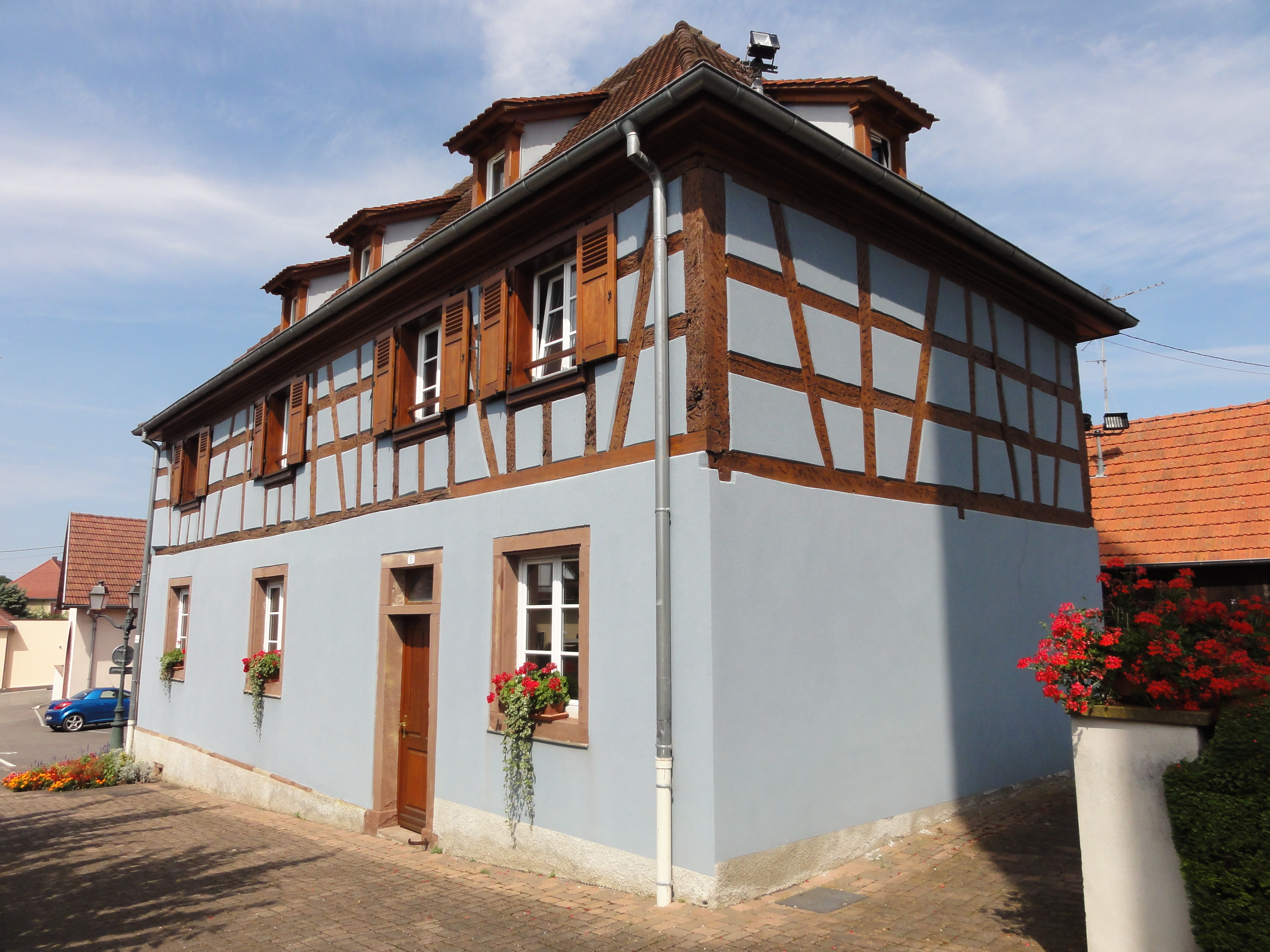
Ancienne mairie, école

#### Ancienne école
Siècle de la 1ère campagne de construction : XIXe
L'ancienne école accueille aujourd'hui les bureaux de la mairie.

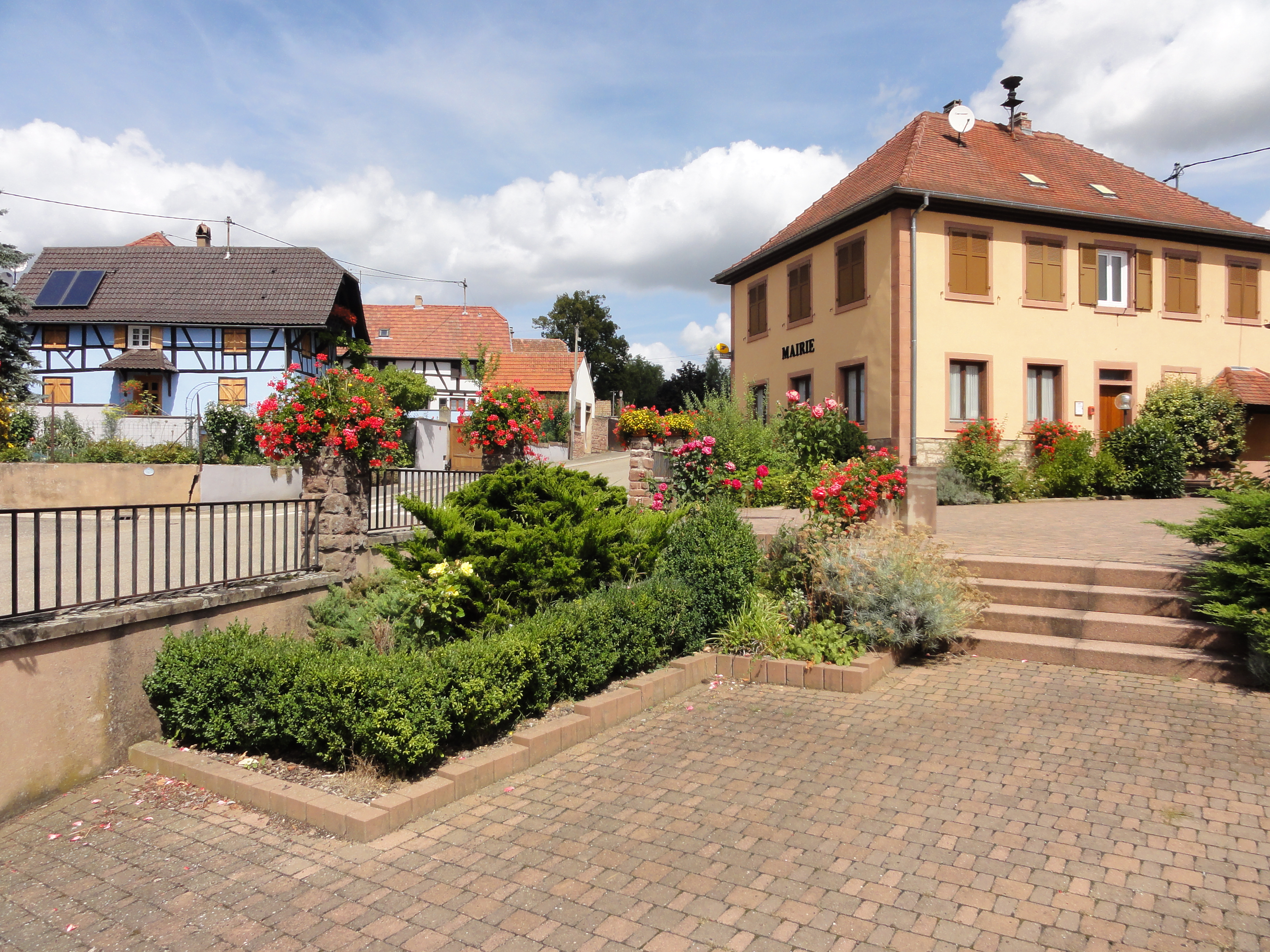
Ancienne école

#### Fermes remarquables
Plusieurs fermes de la commune sont répertoriés à l'inventaire général du patrimoine culturel, les plus anciennes datant du XVIe siècle.

De nombreuses fermes à colombages subsistent, protégées par l'Association pour la Sauvegarde des Maisons Alsaciennes de Gougenheim.

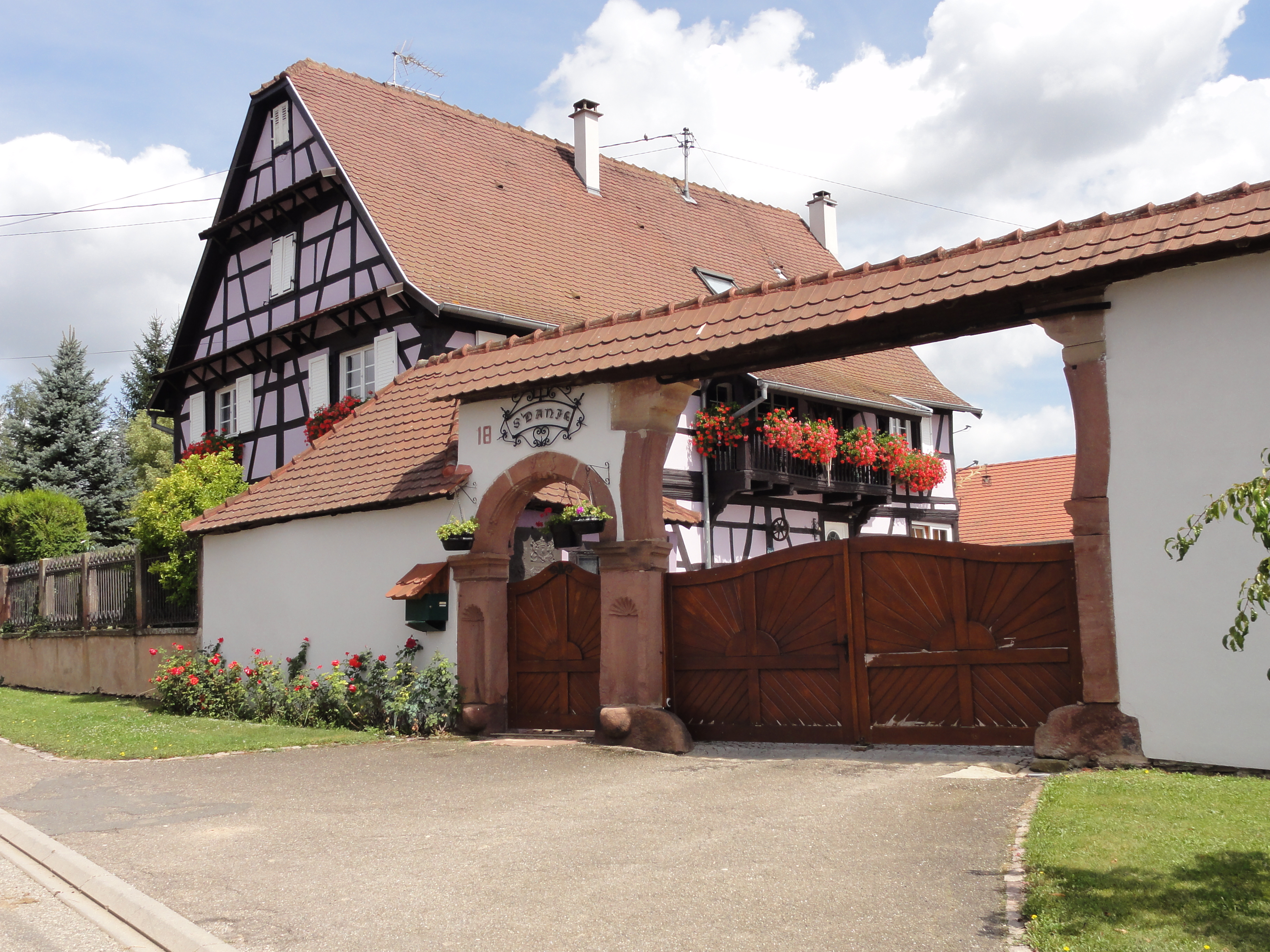
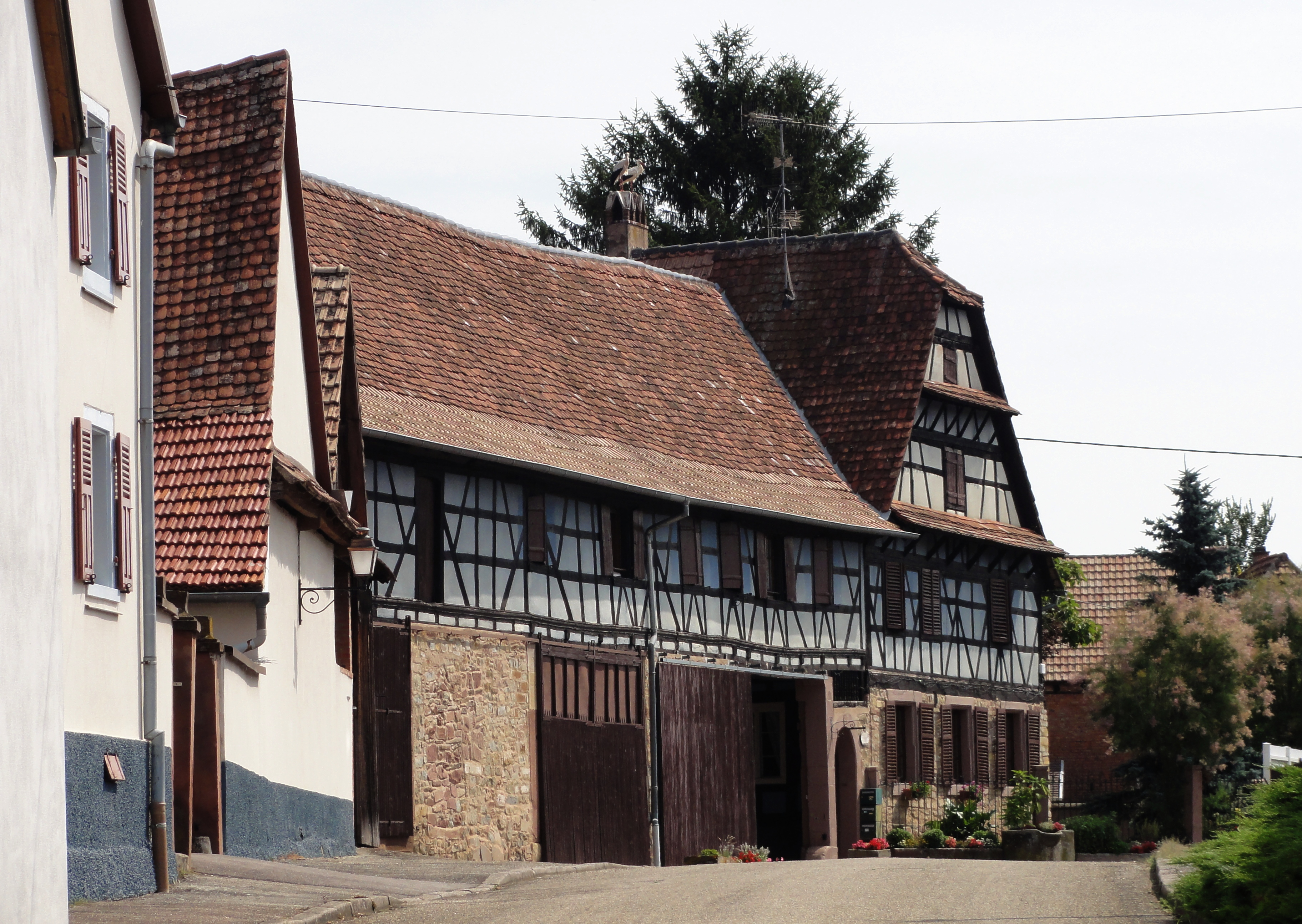
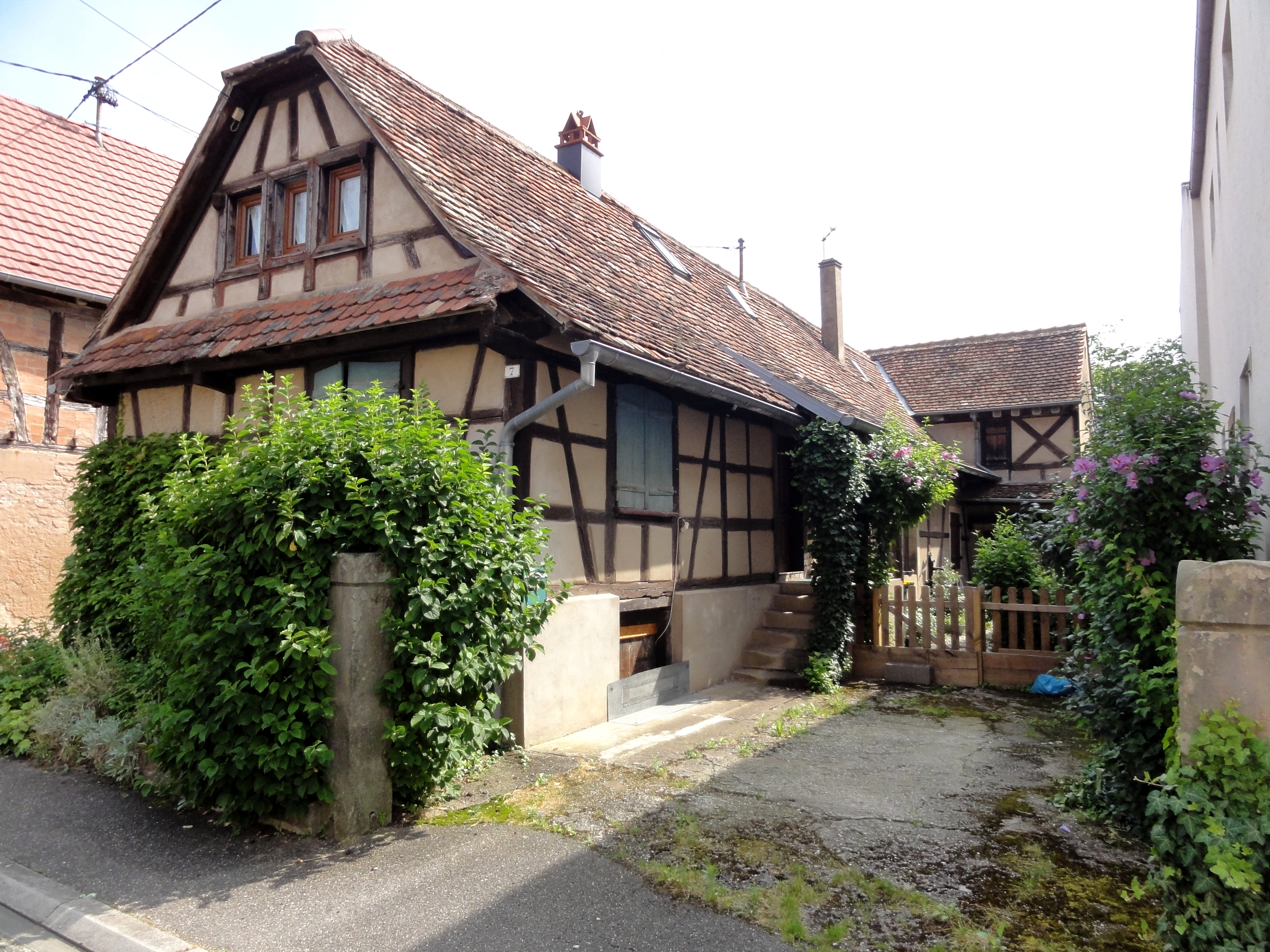
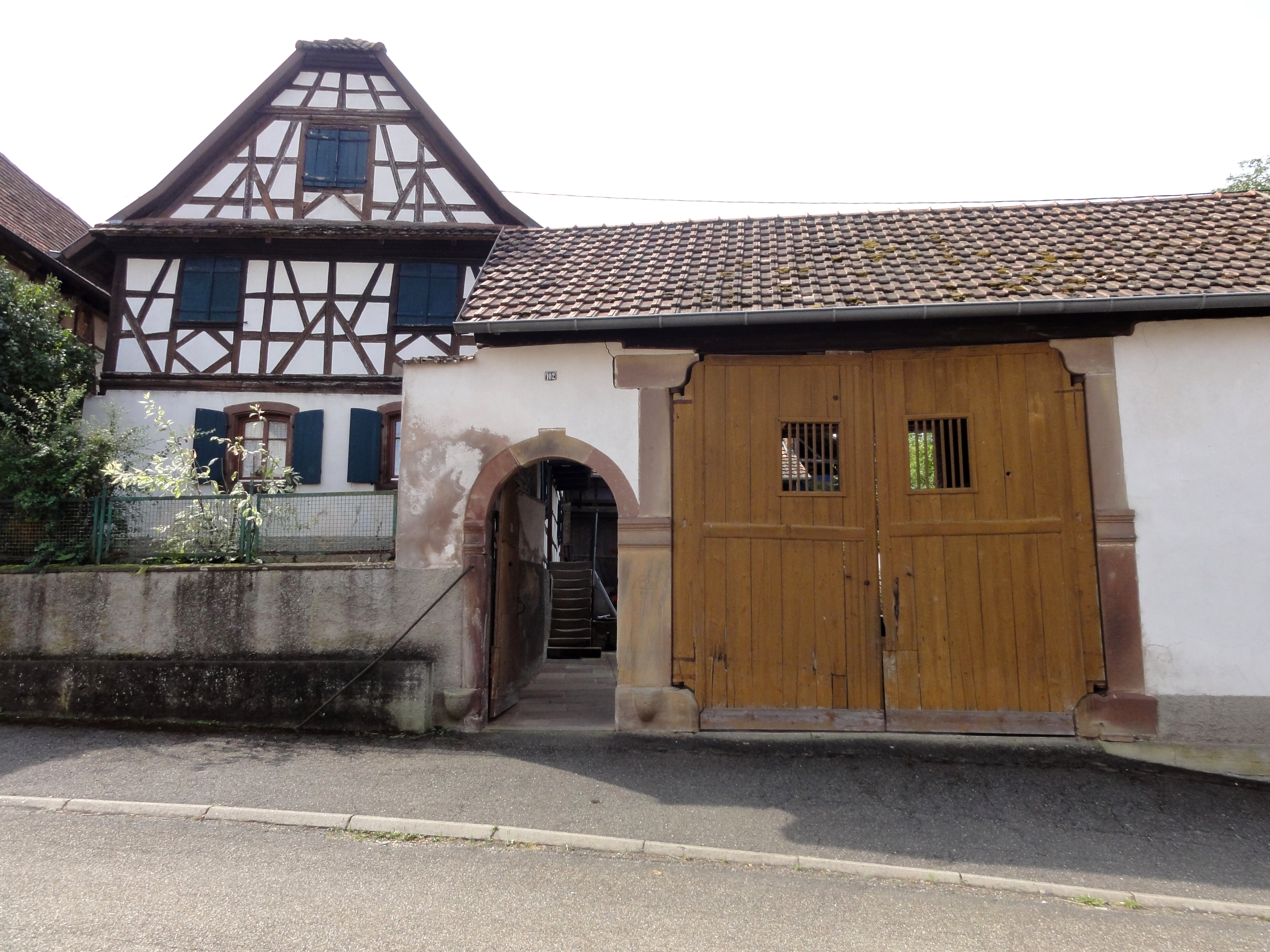
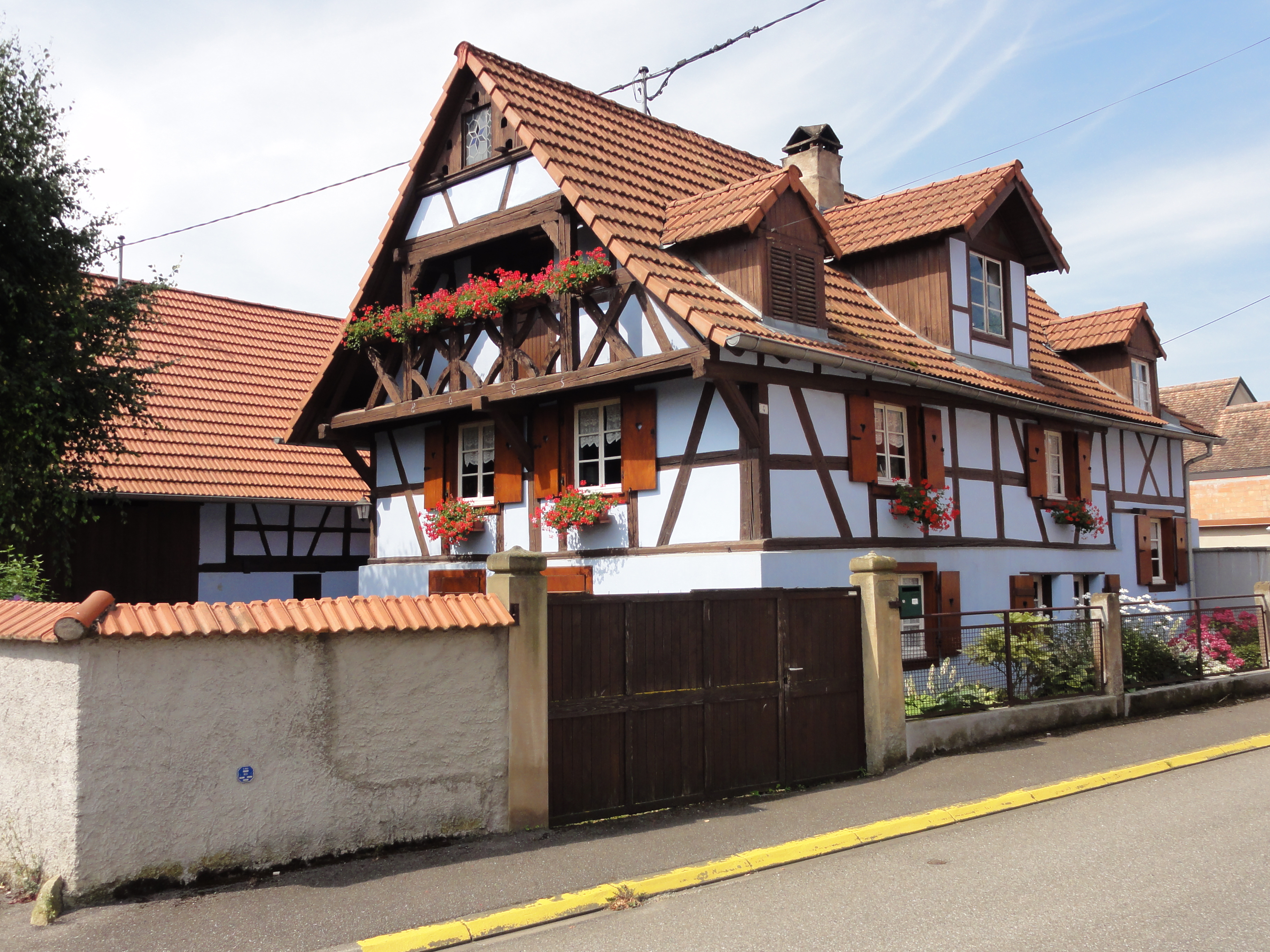
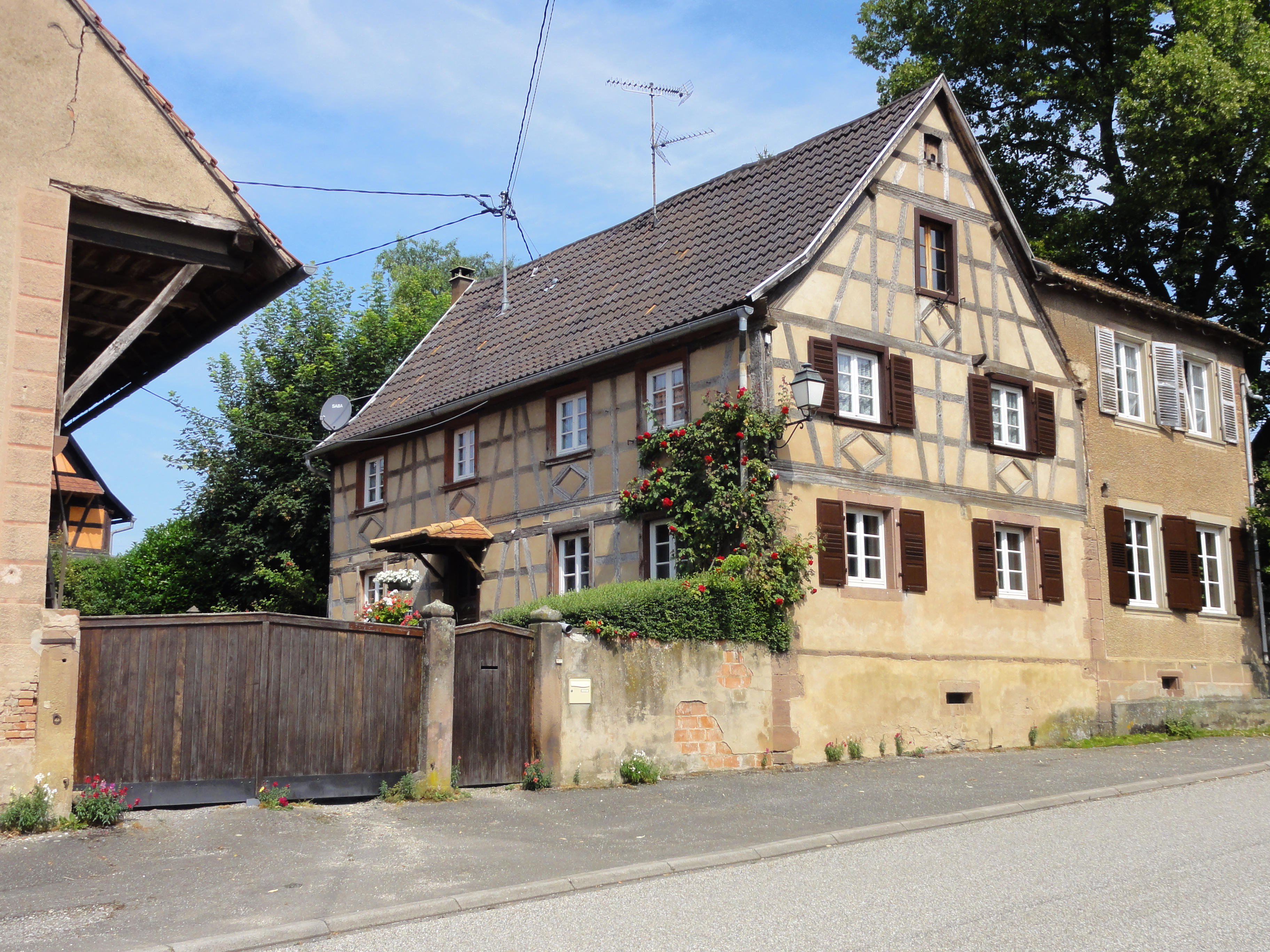

#### Château de Gougenheim
Si l'existence d'un château à Gougenheim est attestée dans divers documents, son emplacement et son importance restent inconnus. Il est acquis que le château existait encore en 1629, mais la date de sa destruction n'est pas documentée. Selon l'hypothèse la plus vraisemblable il aurait été détruit durant la guerre de 30 ans en 1639 lorsque le village de Gougenheim fut presque entièrement détruit par les Suédois.
La tour du clocher de l'église en serait le donjon. Ce château remonte peut-être au XIIe siècle. Entre 1147 et 1359, il aurait été occupé par une famille de ministériels de l'évêque de Strasbourg. Au XIIIe siècle, cinq chevaliers vassaux dont les « von Mittelhausen » furent attachés à la défense du château de l'évêque. Par ailleurs, ce château, siège d'un bailli de l'évêque, jouait un rôle lors de la répression de la révolte des paysans de 1525. Un tribunal épiscopal y siégeait et une potence se dressait peut-être au lieu-dit Galgenberg (colline de la potence) sur les hauteurs entre Gougenheim et Mittelhausen[réf. nécessaire].

### Patrimoine culturel

#### Hoftname
La tradition du Hofname est bien ancrée à Gougenheim, et de nombreuses maisons sont désignées par un patronyme.

#### Cartes postales anciennes

cartes postales anciennes
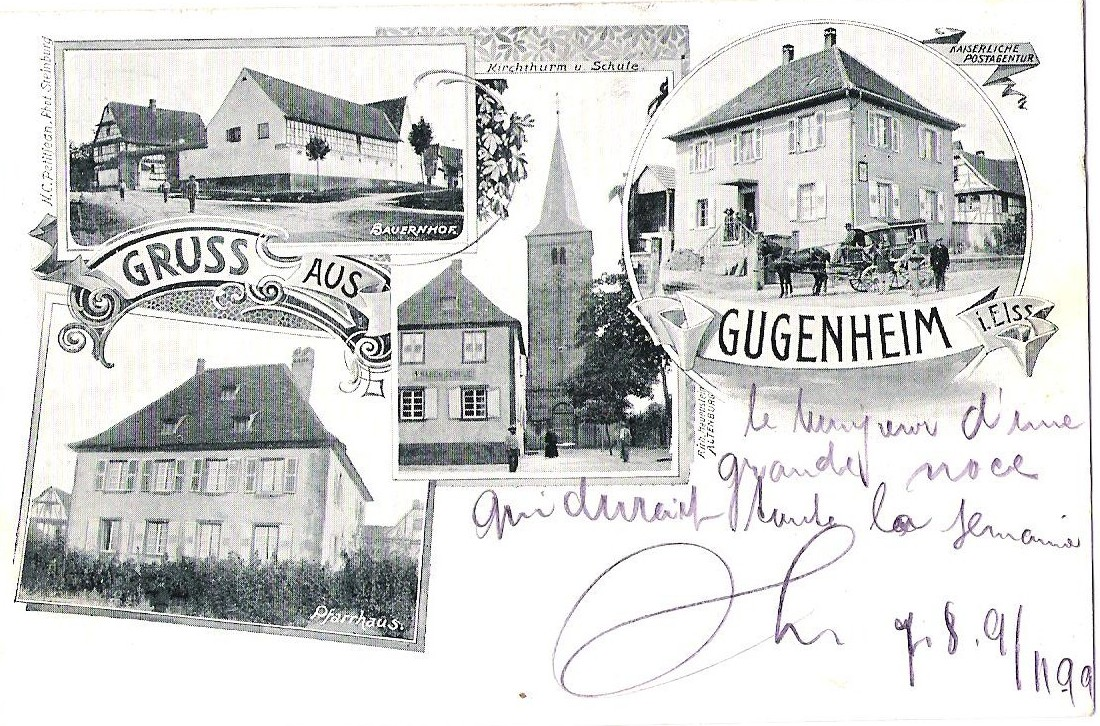
Datée 1899.
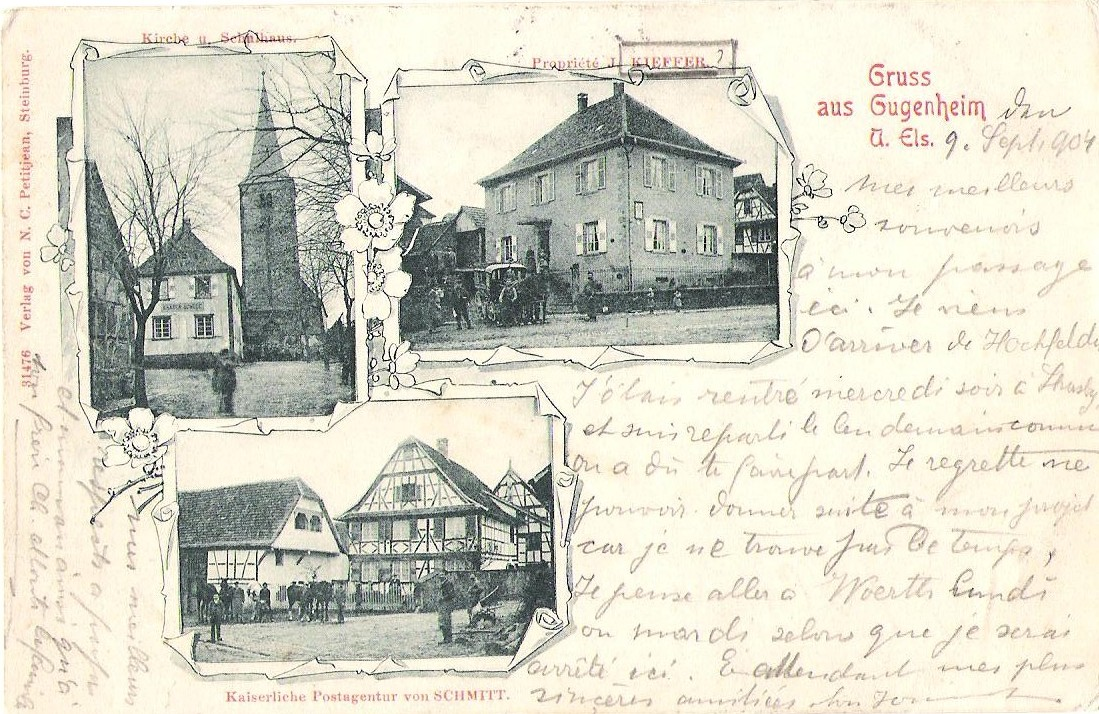
Datée 1904.
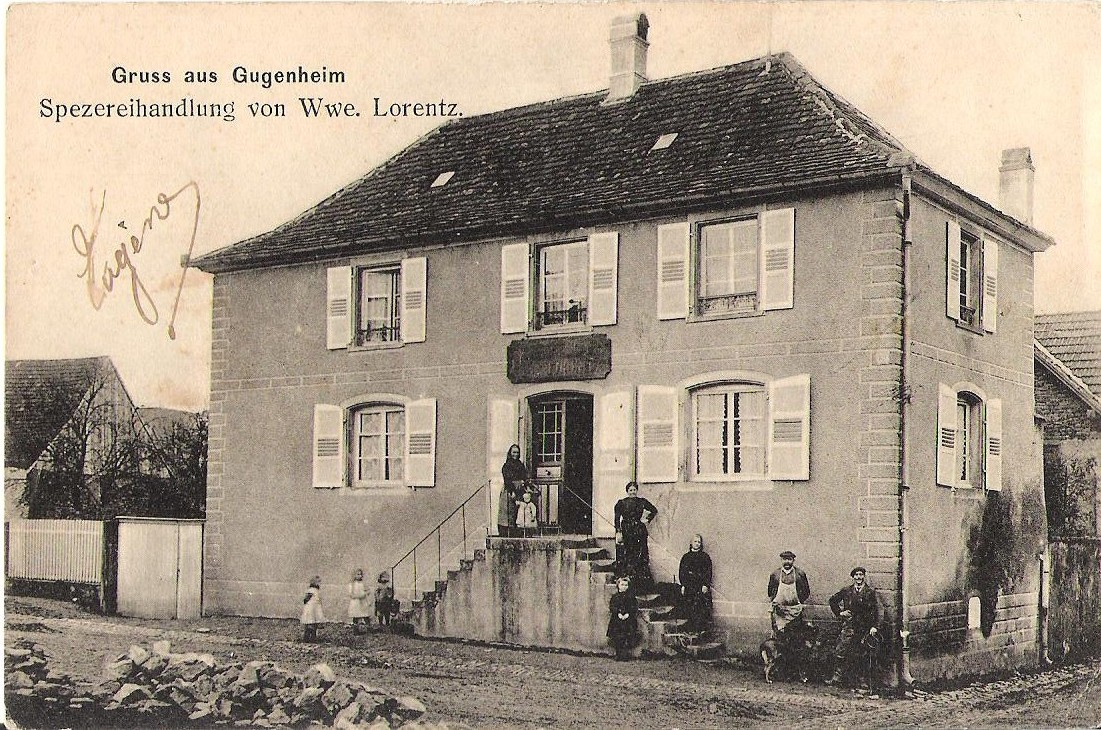
Spezereihandlung, rue Mercière.
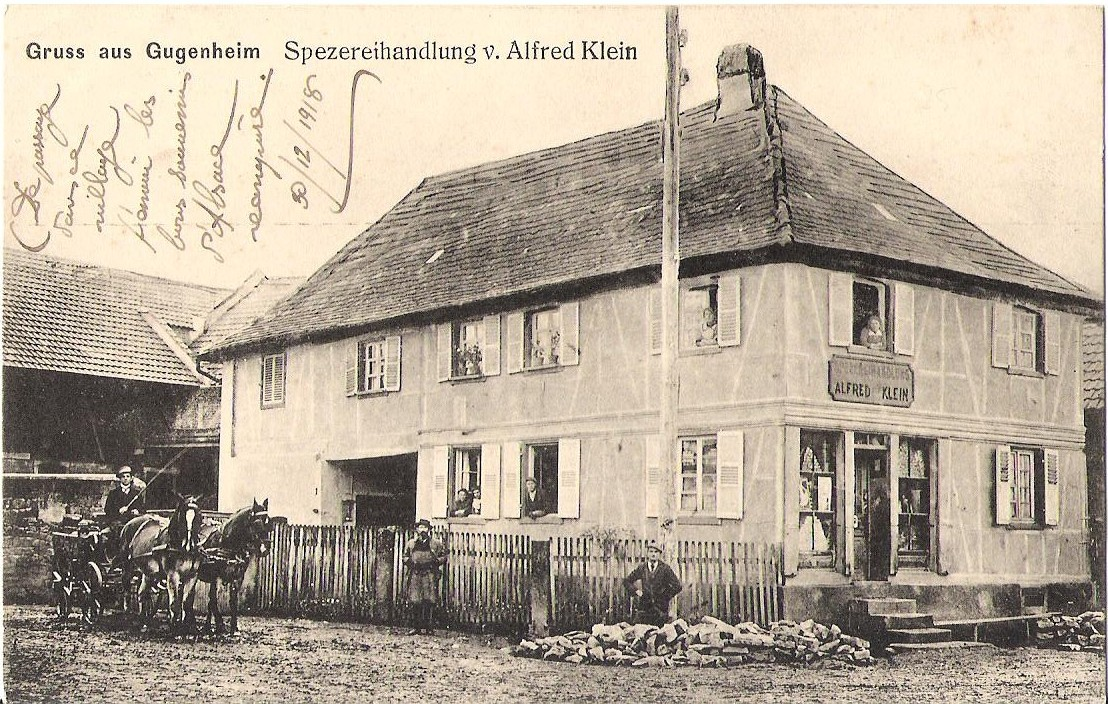
Rue Mercière (datée 1918).
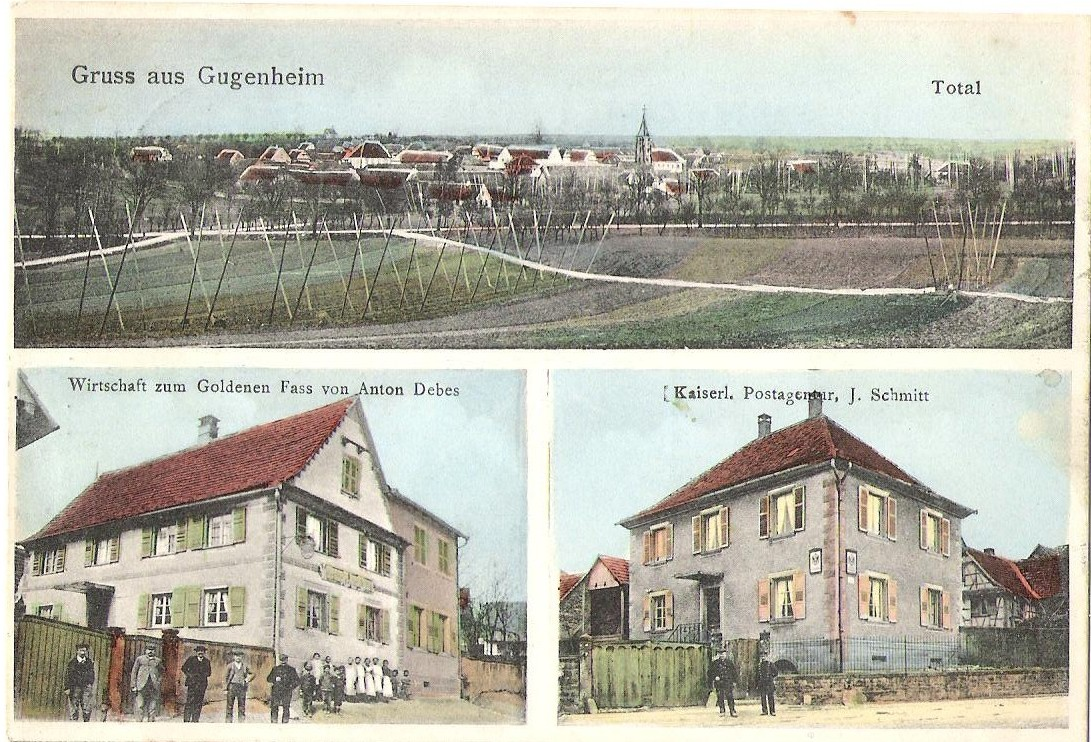
Début des années 1900.

### Personnalités liées à la commune
- Raymond Waydelich (1938-), artiste français, vécu à Gougenheim pendant la Seconde Guerre mondiale[92]

### Héraldique
| Blason de Gougenheim | Blason  | D'or à la fasce de gueules chargée d'une fleur de lys d'argent. |
| Blason de Gougenheim | Détails |                                                                 |